# 日本料理
日本料理（にほんりょうり）とは、日本の風土や社会の中で育まれた料理であり、洋食に対して「和食（わしょく）」とも呼ばれる。
日本料理の特色は旬の恵みを活かし、食材本来の風味を尊び、四季折々の彩りを表現し、繊細な味わいを旨とすることにある。料理は漆器・陶器・磁器・ガラス食器などの風雅な器に美しく盛り付けられ、味覚のみならず、視覚にも優しい。これらの要素により、富裕層だけでなく、庶民の暮らしの中にも春夏秋冬を楽しむ文化が根付いてきた。
日本産の農林水産物や食品の輸出は、2013年以降、堅調に伸び続けている。2016年には7,502億円に達し、2012年の4,497億円から約1.7倍に拡大し、2017年には8,000億円を超えた。日本国政府の農林水産省は1兆円の目標を掲げ、世界においては、和食文化の普及と「和の美意識」の発信を推進し、日本においては、日本産食材と伝統の料理法の活用を受け継ぐ取り組みを行っている。

## 定義

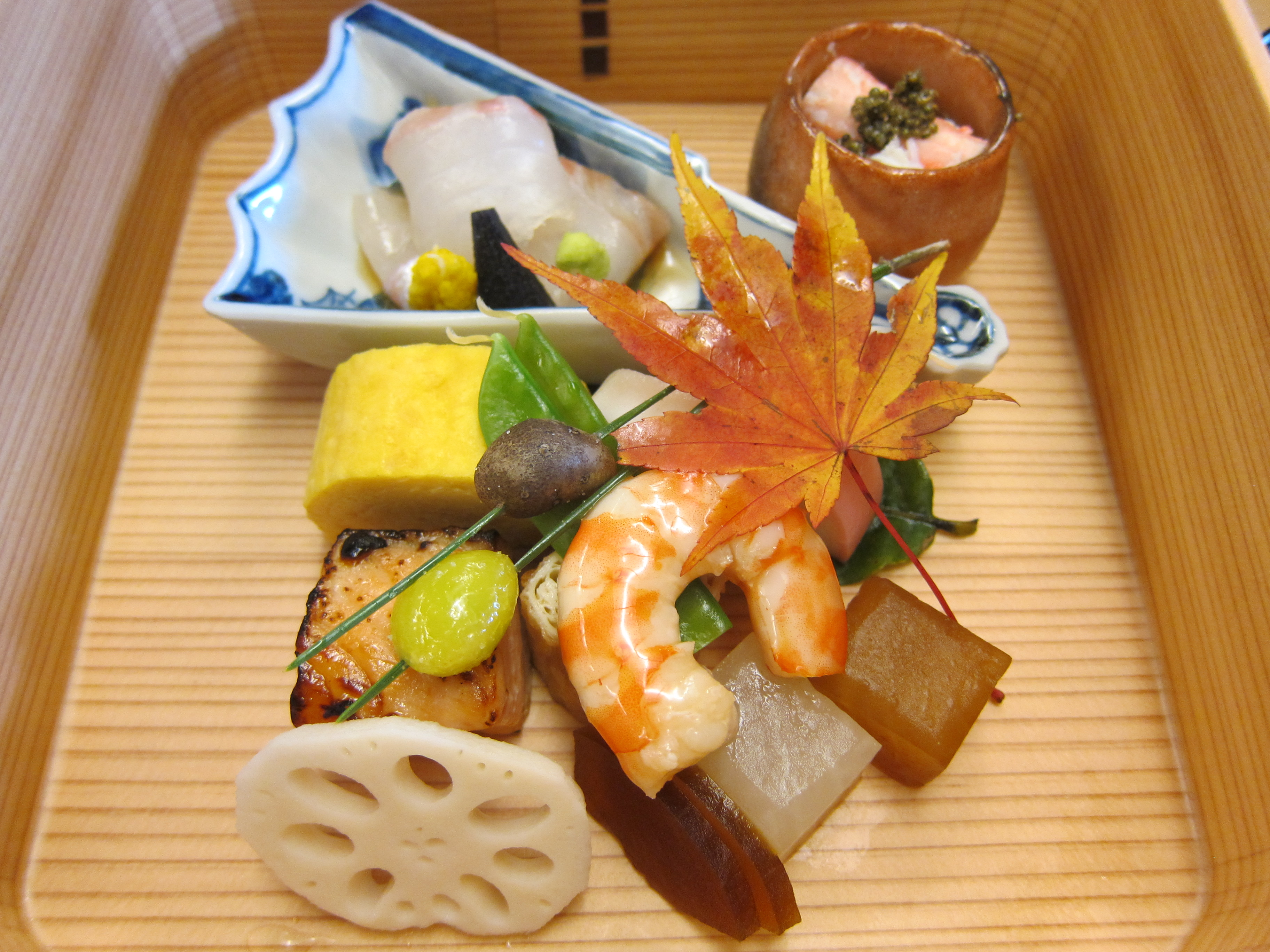
懐石料理の一皿。食材本来の美しさを生かして、日本の旬や季節感を表現する。

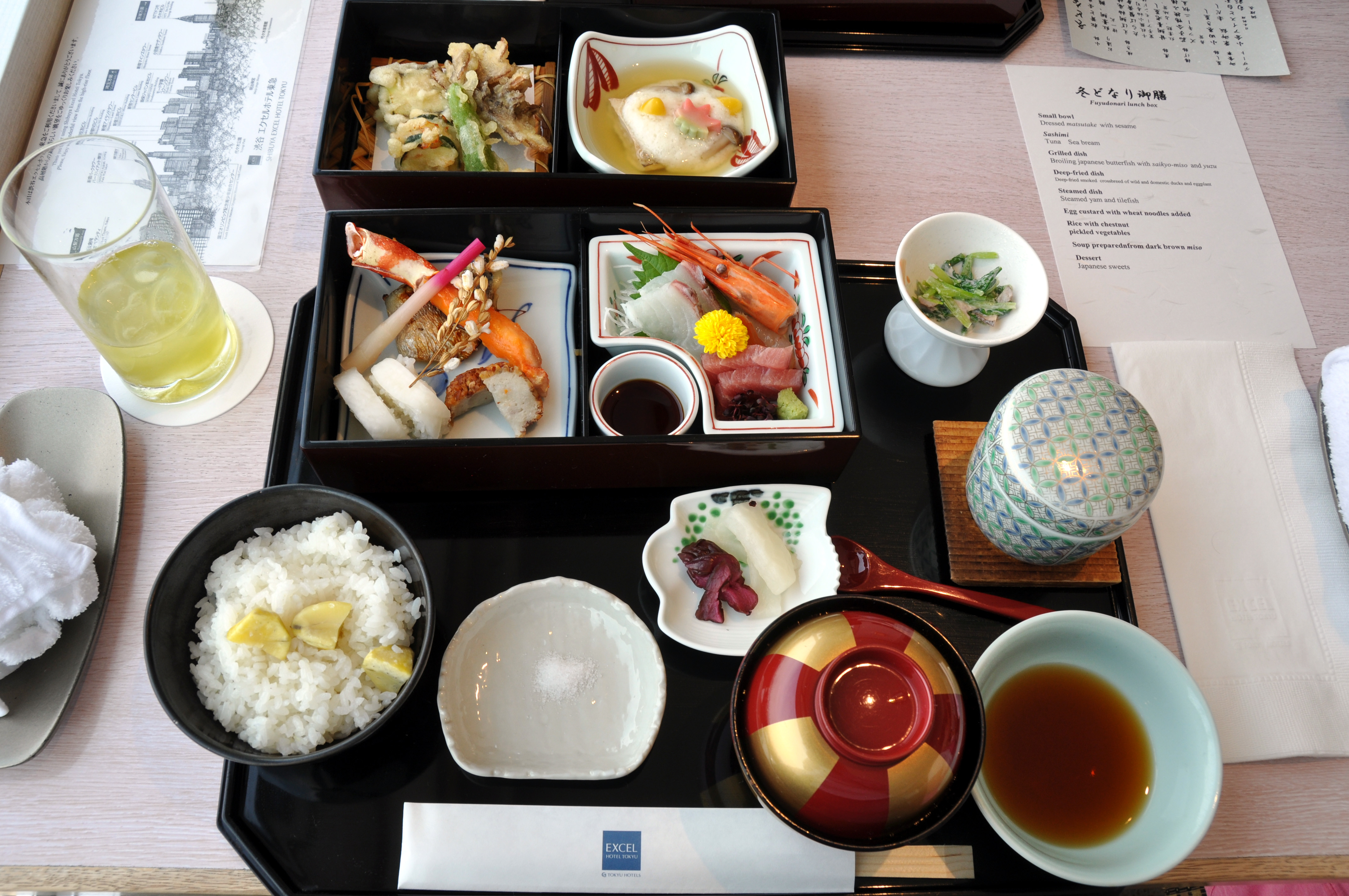
日本料理の定食の例。膳の左に飯、右に汁物、間に漬物を置き、奥におかず（ここでは刺身・焼き物・蒸し物・揚げ物・和え物）を置く基本に倣っている。

UNESCO（国際連合教育科学文化機関）の公式サイトに拠ると、和食は日本料理と同義で、世界の食文化遺産の1つに登録されている。
- 広義には、日本発祥で、日々の食卓で見られる食事も含まれる。
- 狭義には、形式を踏まえたもの、たとえば精進料理や懐石料理、おせち料理、あるいは彼岸の牡丹もち、花見・月見のお団子、冬至のかぼちゃなど、伝統的な行事に由来する料理である[16][17]。

具体的な和食の定義と登録された理由は、以下の通り：
| 「 | 和食（Washoku）とは、日本社会および日本文化に根ざした料理であり、その特徴は初詣などの祝賀行事において特に顕著にあらわれる。日本人は新年の神々を迎えるためにさまざまな準備をし、餅をつき、新鮮な食材を使って特別な料理を作り、華やかに飾り付けた料理をととのえる。それぞれの料理には象徴的な意味が込められており、和柄の模様が施された食器に盛りつけたあと、家族や地元の人々とともに分かち合う。このような慣習は白米や魚、野菜、食用の海藻など、自然の恵みを食べることを大切にしている。 | 」 |

## 特徴
日本では野菜・果物・魚介類・海藻などの食材が量も、種類も非常に豊富であり、これは日本が置かれている幾つかの地理条件が関係している。
- 周囲をプランクトンが豊富な海洋に囲まれている。特に三陸沖・オホーツク海沿岸を中心とする北西太平洋海域は、寒流の親潮と暖流の黒潮が合流する世界有数の大規模な漁場である。
- 島嶼やリアス海岸が多いため海岸線が複雑で長い（世界第6位）。また海岸は砂浜が少なく岩場が多い。結果、魚類が産卵しやすい環境となっている。
- 国土の大半が温帯湿潤気候に属する。四季による気温差、昼夜の寒暖差が大きく、年間を通して降水量が多いため植物が育ちやすい。
- 国土が細長く、さらにその7割が山岳地帯であるため河川は水源から河口までの距離が短く、また急勾配を流れるため水流が速い。結果として水循環が生まれやすい。
- 山地の大部分が広葉樹林に覆われていることで、水・土壌の養分が豊富である。
- 国土が南北に広く、亜寒帯から亜熱帯までを含む。

ほとんどの料理は、ご飯に対するおかずという位置づけであり、米と酒に調和している。
歴史的に肉食が禁止され、長きにわたり乳製品等の家畜製品は普及しなかった（乳製品には蘇と醍醐が例外的にあるだけで欠如した）。食用油の使用も中世までは発展せず、例外的に唐菓子があり、南蛮料理に由来する天ぷらによって、油の使用が急速に普及していった。このため、肉や油脂に代わる味つけとしてだしが発達している。
こうした背景が淡白な味つけを生んでいる。強い香辛料はあまり使われず、旬の味、素材の持ち味が生かされている。主要な調味料である味噌や醤油は大豆を発酵させた調味料で、これもうま味を伴う。甘みづけには水飴・みりんが使われ、現在は砂糖が多用されている。
現在の日本では流通が発達したため世界中の食品や調味料が入手でき、日本料理への応用も行われている。

### 食品
- 穀物：米と小麦や大麦などの麦類、アワ（粟）やキビ（黍）やヒエ（稗）、豆などを五穀と呼ぶ[2]。また穀物に準じて、蕎麦や里芋、ヤマノイモ（山芋）などの芋も用いる。米はジャポニカ米が主。
- 大豆：肉を食べない日本人にとって、大豆は貴重なタンパク質であった。味噌・納豆・豆腐・油揚げ・五目豆・五目ひじき。
- 野菜：日本原産とされるのはフキ、セリ、ミツバ、ウド、ジュンサイである[21]。大根や牛蒡、蓮根といった根菜、茄子や瓜なども用いる[22][23]。
- 山菜、キノコ：ワラビやゼンマイ、タケノコ（筍）やヨモギやコシアブラ、シイタケやナメコやヒラタケなどを用いる[23]。
- 果物、種実類：梅や柿、ビワ（枇杷）、柚子、栗、トチノキ、胡桃、イチョウ（銀杏）などを用いる[24]。
- 海藻：昆布やワカメ（和布・若布）、海苔、テングサなどを用いる。
- 魚介類：淡水魚では鯉や鮒、鮎、海の魚介類では鯛やヒラメ、カツオ、ニシン、イワシ、アワビやシジミやカキ、イセエビやタコなどを用いる[25][26][27][28]。ウナギやドジョウ、ウグイなどのほかサケ・マス類も、高地の湖や渓流に棲むイワナ、ヤマメ、アマゴや移入種（ニジマスなど）を含めて重要な食材となっている。貝類としては他にホタテガイ、アサリ、ハマグリ、アカガイ、イガイ、サザエ、バイ[29]。海洋哺乳類としてクジラ（鯨肉）。
- 鶏肉：仏教での肉食禁止は四肢動物で、中国、韓国とは違って日本ではそれが守られたとされ、2つ足の鳥は食べられていた。焼き鳥、鶏飯、親子丼、そぼろ（あんかけ・弁当・三食丼）。

漬物は日本にざっと600種はあり、日本の食生活とともにあった。奈良時代の天平年間（710年から794年）の木簡にウリの塩漬けの記録があり、平安時代に成立した『延喜式』には酢漬け、醤漬け、粕漬けなどの記載がある。室町時代から江戸時代にかけて全国に漬物屋ができ、江戸時代には種類を増やし各地方の名物となった。
納豆は大陸から伝来してから日本人の技術で改良され、古くは納豆菌ではない奈良時代の発酵大豆「くさ」があった。納豆は京都の大徳寺、天竜寺で作られ寺納豆、浜名湖の大福寺の浜納豆とも言われ、糸引き納豆は室町時代中期に生まれている。

### 明治以降に普及した食品
- 食肉（日本の獣肉食の歴史を参照）。猪肉や鹿肉など狩猟による動物もある。
- 鶏卵、ウズラ（肉、卵）
- 白菜、キャベツ、タマネギ、ブロッコリー、玉レタス、カリフラワーなど。
- 乳製品（牛乳、コンデンスミルク、バター、チーズ） - 現在でも和食にはあまり使われない。かつて蘇、醍醐といった乳製品が存在した。
- ニジマス、ホキ、ギンダラ、ウシエビ、バナメイエビなど。

日本の一人あたりの鶏卵消費は多く、IEC（国際鶏卵委員会）が公表したデータでは2022年には一人あたり年間消費数339個で世界2位になっている。歴史的には卵焼き、茶碗蒸し、カステラなどの南蛮菓子などに、明治以降は丼物、粉ものなどで利用されている。

### 調味料・薬味

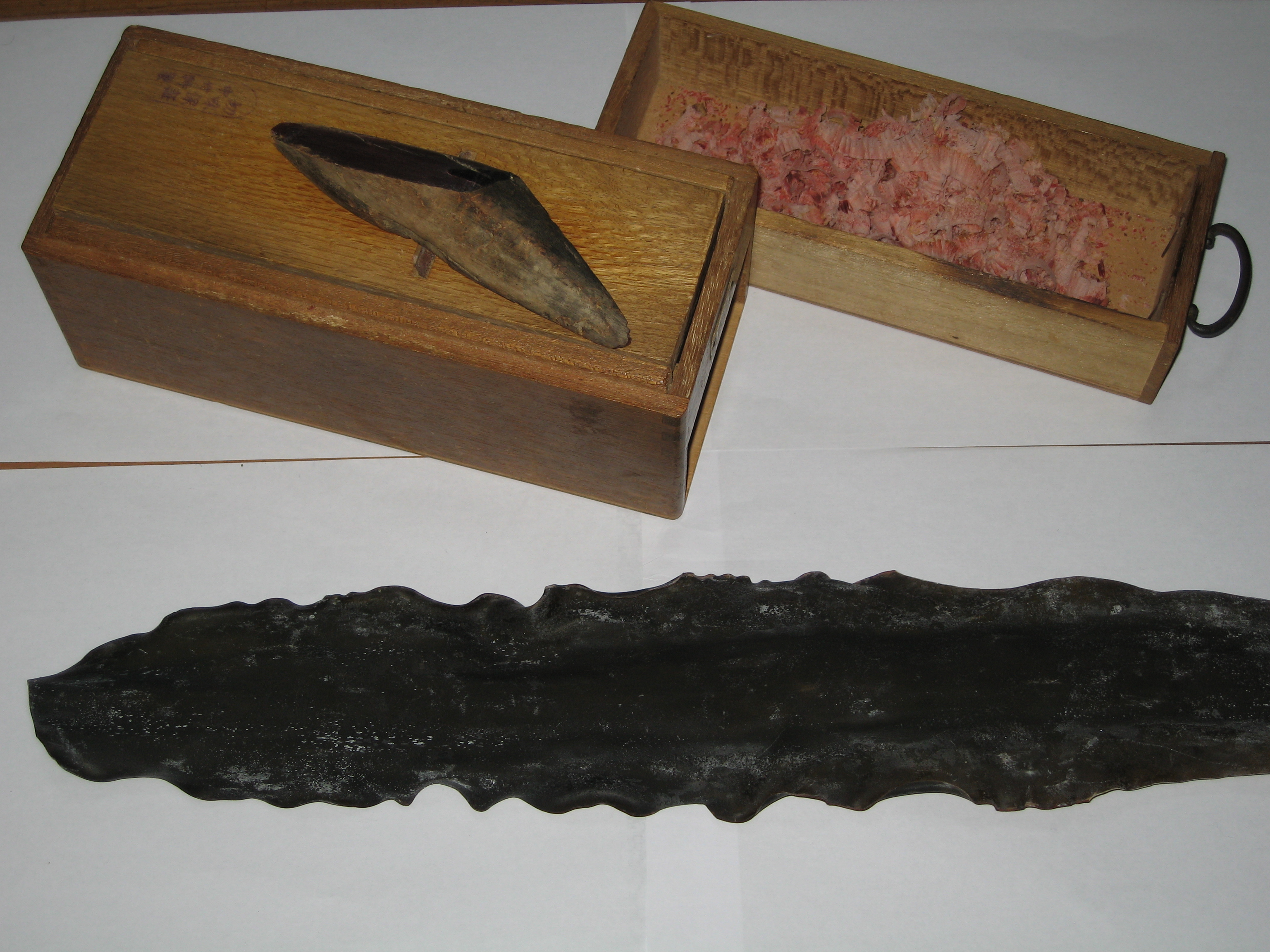
鰹節と昆布

ダシは、鰹節・昆布・椎茸が三大である。煮干しも使われる。
日本国外では味は、五味として甘辛酸苦鹹と説明してきたが、日本人は鰹節のうま味を加えて六味としてきた。日本料理以外の鶏ガラなどのように油脂が浮くことがない。こうしたダシは、日本料理の方向を決定する要因となり、粋、優雅、上品さ、質素で格調高い、淡白で奥深い味が精進、懐石、侘び寂び料理を生み出してきた。鰹節の原型は、平安時代『延喜式』に素干しの保存食の堅魚（かたうお）があるが、今のように燻したのは江戸時代の1674年である。
調味料については、塩（食塩）は20世紀末に自由化されると非常に多様な種類が流通するようになった。日本列島は親潮・黒潮が流れる5つの海域に囲まれている。6世紀ごろになると海藻を焼いてその灰を使った灰塩ではなく、海藻を煮詰める藻塩が生まれ、『万葉集』に詠まれた。奈良時代になると塩田や釜が製塩に使われるようになり、揚浜式（8世紀）、入浜式（中世）の塩田が各地に海浜に造られた。1952年からイオン交換膜式を用いた塩専売法による食塩事業を国が始めたことで塩田は消滅した。昔ながらの塩田を求めて起こった1971年からの自然塩運動により、1997年に新たに塩事業法が施行され、製塩は自由となった。イオン交換膜式では塩化ナトリウム99%以上となり塩辛さだけが際立つが、それ以外の製法ではマグネシウムの苦味、カリウムの酸味、カルシウムの甘味が複雑な味を醸し出す。料理の基本は、塩梅、ダシ、火加減とされ、多様な調味料がない昔には、塩と梅干しのサジ加減が重要であった。日本では基本的に岩塩は取れないとされる。
酢は、酸味とともに抗菌作用があり重宝されてきた。古くは『万葉集』に醤酢（ひしおす）の記述がみられ、奈良時代にはナスの酢漬けがあり、中世には酢飯が開発された。歴史的には米酢が使われてきた。
醤油は、伝来したものを日本人が独自に作りあげた。大豆と小麦と塩を発酵させたもので、中国の醤（じゃん）など大陸のものとは微生物、製法が大きく異なる。アジアが起源と言われるが確認はされておらず、その元となった比之保（ひしお）は弥生時代から大和時代に日本に伝来したとされ、平安時代には広く浸透し魚を使ったものがもっとも普及し、魚醤のようなものとして伝来したと考えられる。
味噌は、701年の『大宝令』には未醤（みしょう）が記載され、日本で造られた「噌」の字を後に当てたとされ、生産地の名をつけ各地の気候や風土、農産物、土地の者の嗜好を反映している。
飴は、もち米などのデンプンを糖化したもので、『日本書紀』『延喜式』にも記載がある甘味料である。砂糖は奈良時代にも薬として伝来し、室町時代には菓子にも使われたが、輸入量が大きく増加するのは江戸時代である。18世紀前後になると輸入された砂糖が菓子に広く使われるようになり、次第に調味料となっていった。砂糖・塩・酢・醤油・味噌で「さしすせそ」とする近代の語呂合わせがある。
薬味には、ワサビ・生姜・唐辛子・山椒・ネギ・シソなどがある。

### 明治以降に普及した調味料など
- 胡椒、ウスターソース、マヨネーズ、マーガリン、カレー粉、和風ドレッシング

### 旬・季節感・自然の表現

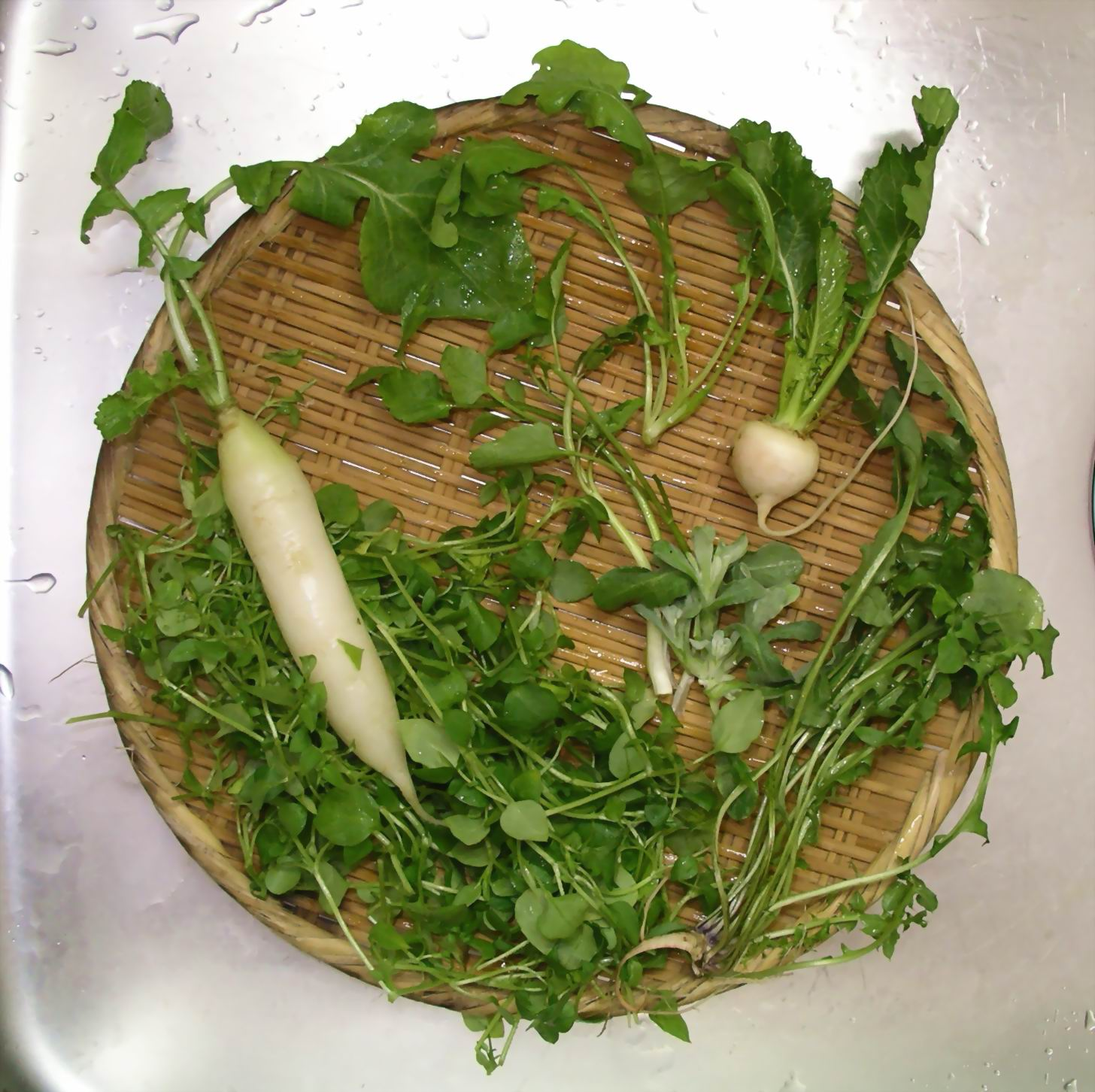
新年の七草
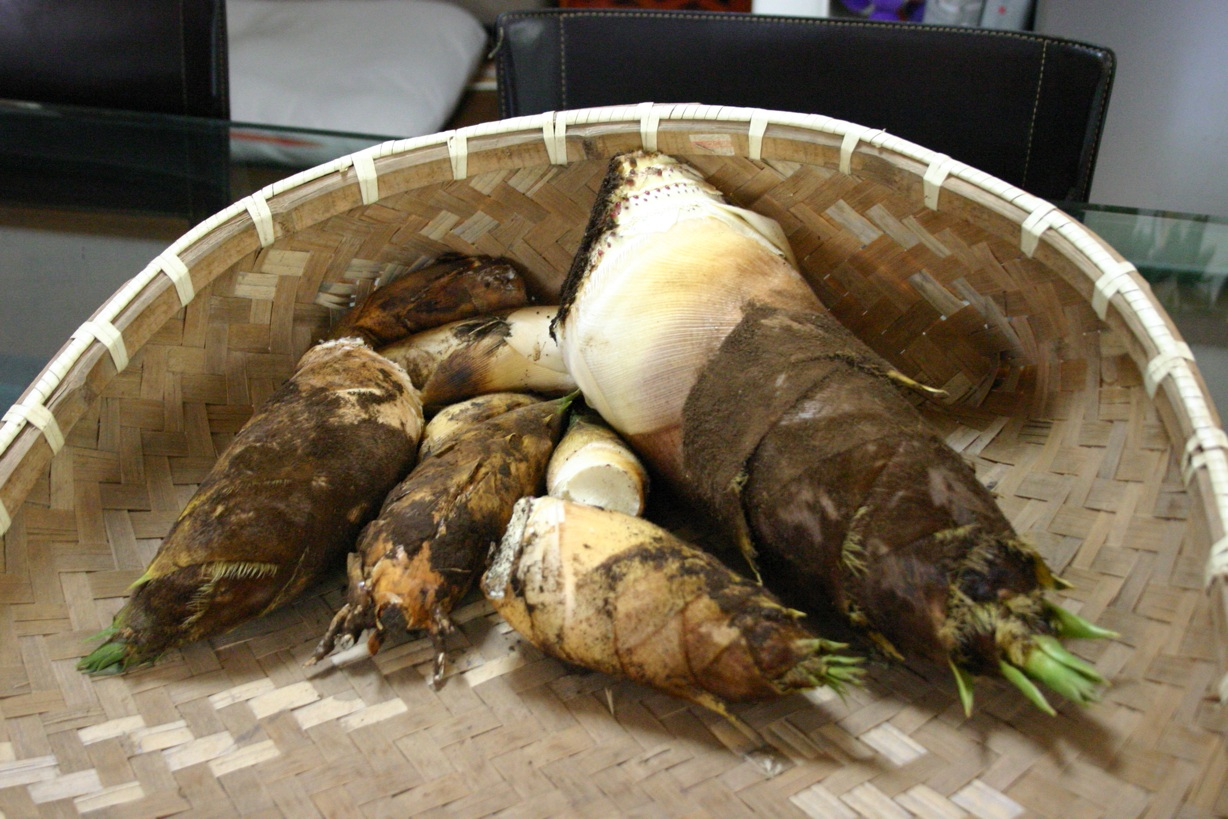
春のタケノコ
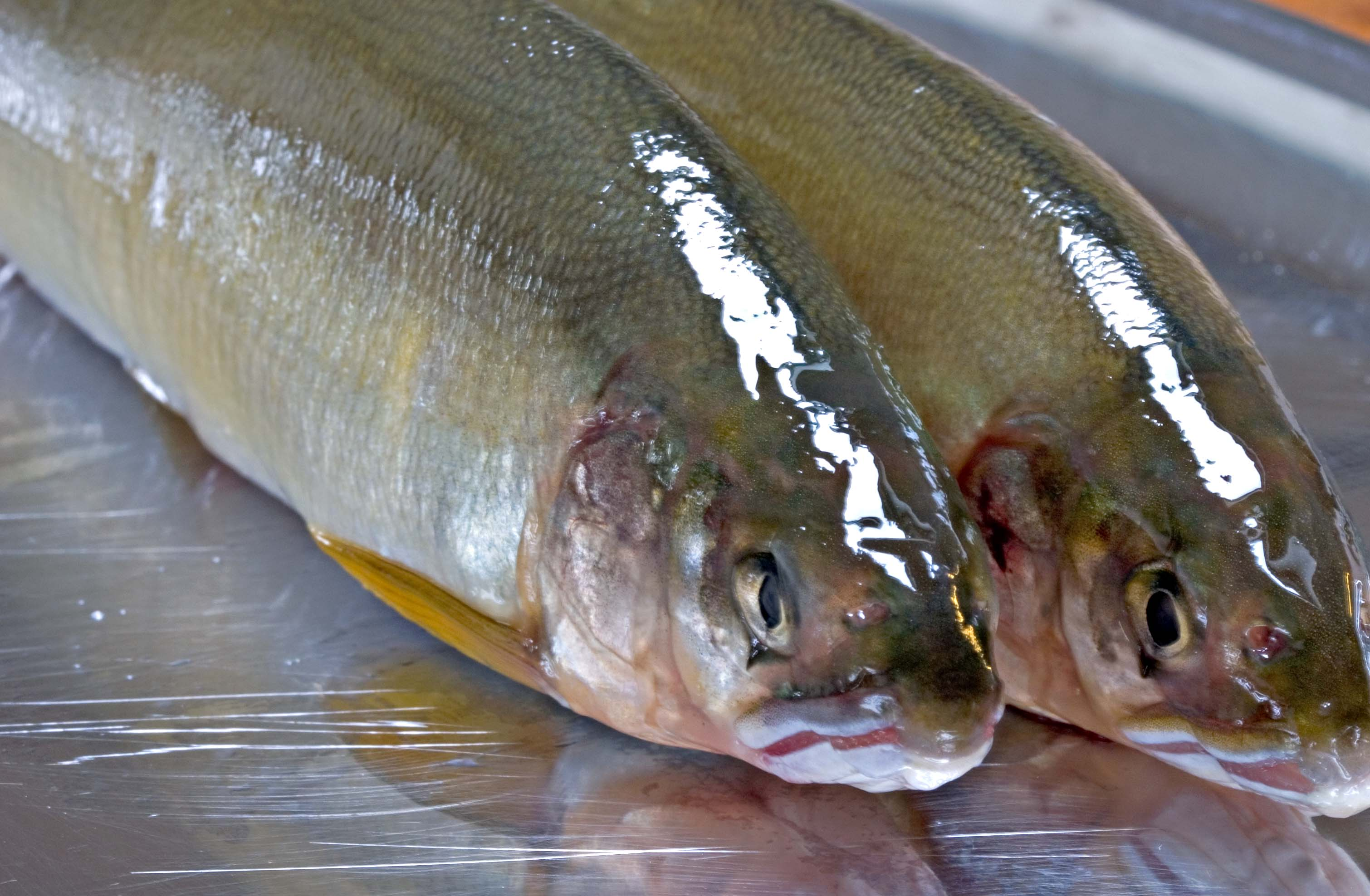
夏のアユ
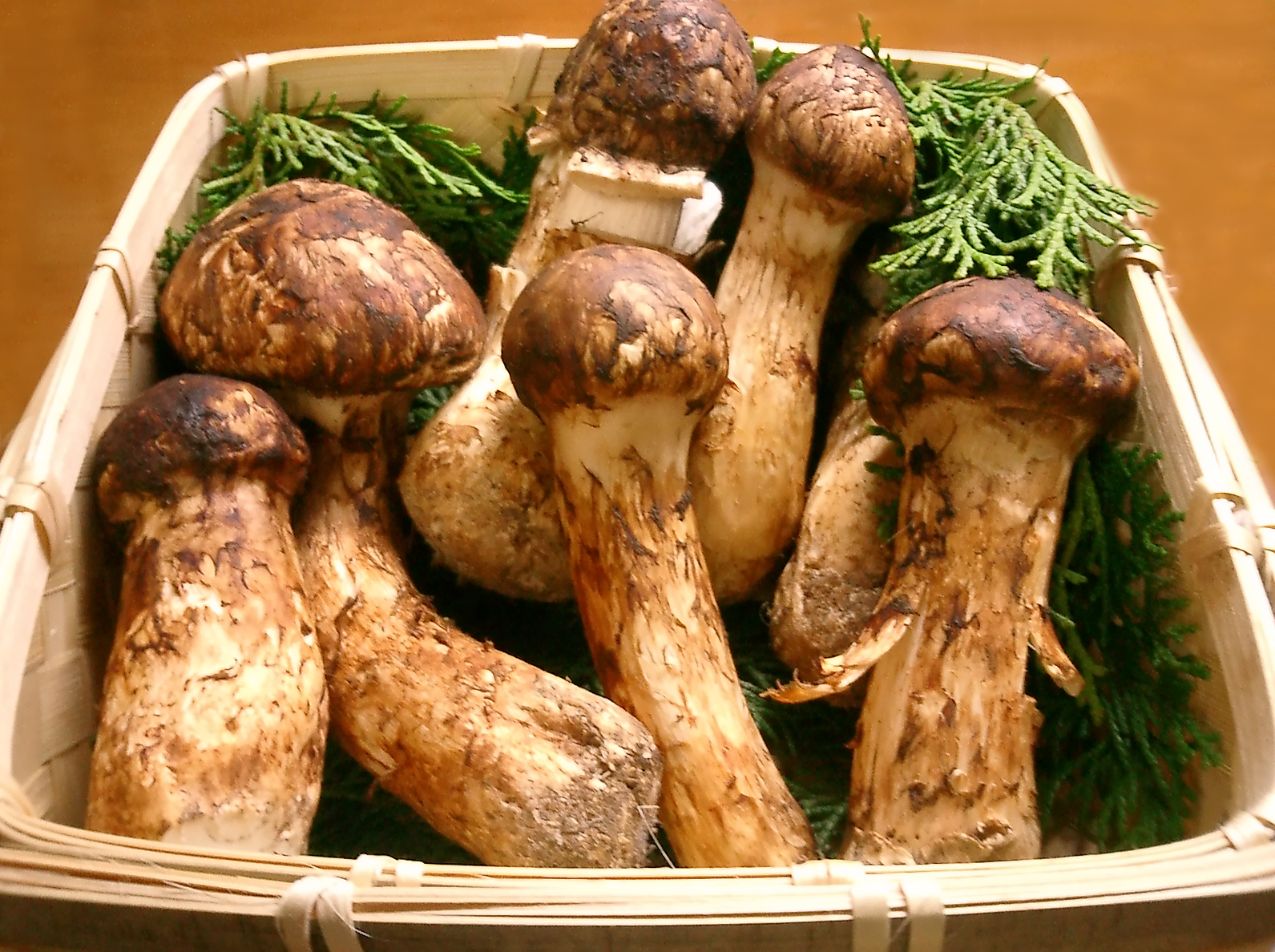
秋のマツタケ
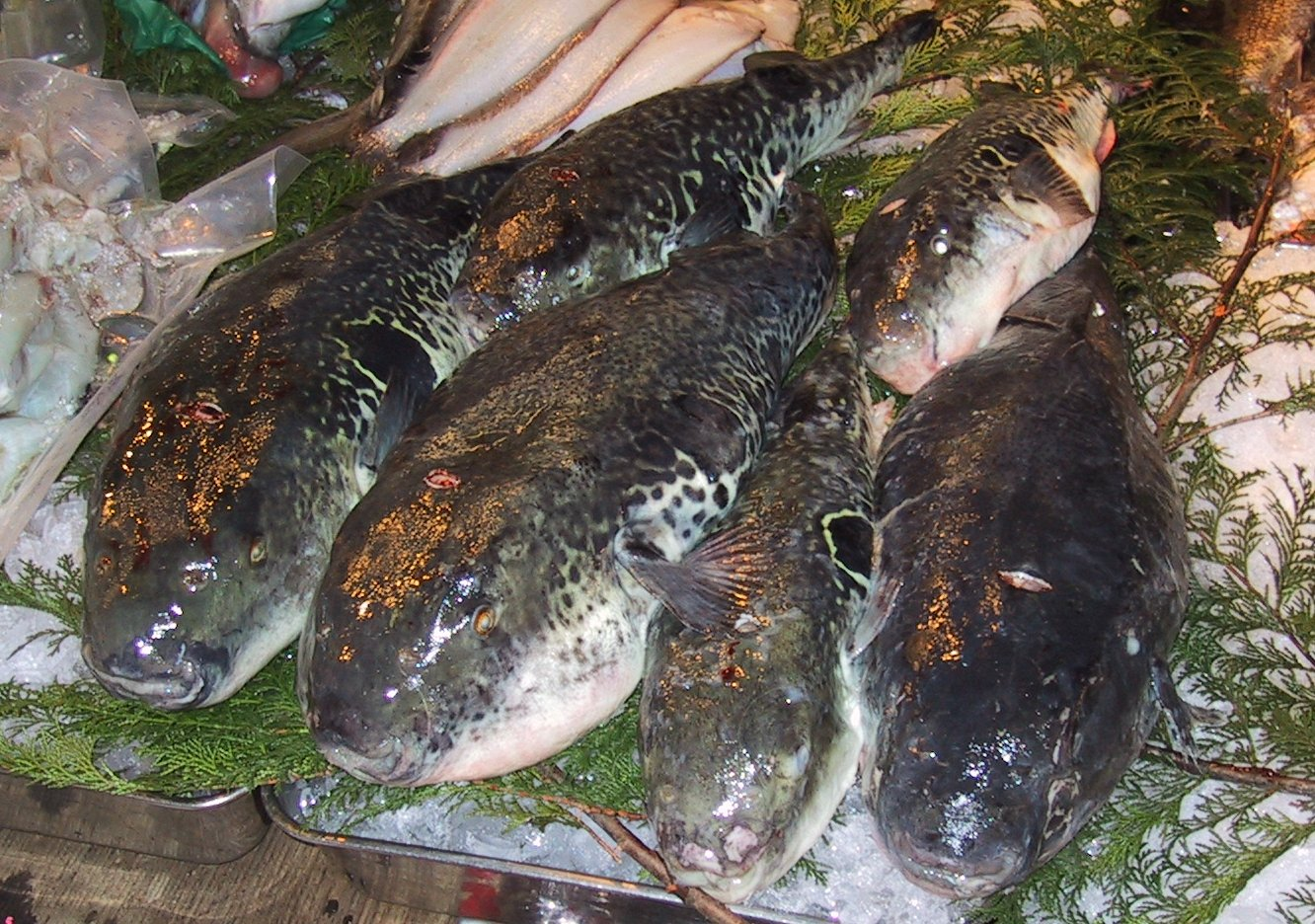
冬のフグ

季節感が重視される。旬の食品は美味しく、また市場に豊富に出回り値段も安く栄養価も高くなるため、味を楽しむ好機と考えられている。七草がゆのように、野草特有の自然なあく強さや苦味も味わう。また初鰹のような季節を先取りする「走り」、落ち鮎のような翌年まで食べられなくなる直前の「名残」など、同じ食品でも走り、旬、名残と3度の季節感が楽しまれる。
季節の表現は切り方や色でも表現される。春は淡いウドなどをサクラの花びらに見立てて切る。夏は青みのシロウリやキュウリを雷や蛇腹に切る。秋は鮮やかなニンジンなどをモミジやイチョウの葉に切る。冬や新年はユズを松葉に切ったり、ニンジンを梅の花に切ったり、ダイコンとニンジンで紅白を表現したりする。
また山水盛りや吹き寄せ盛りのように、自然そのものを表した盛りつけもなされる。

### 割主烹従
調理場を「板場」、料理人や料理長を「板前」とまな板と関連づけて呼び、切ること自体を煮炊きから独立した調理のひとつとしている。「切る」ことを重視する姿勢は「割主烹従（かっしゅほうじゅう）」と呼ばれ、包丁を使って「割く（切る）」ことが主で、「烹る（火を使う）」ことが従とされ、食品そのものの味を重視することにつながる。また「割主烹従」から「割烹」という言葉も生まれ、日本料理そのものやそれを提供する店を表す。

### 椀刺（椀差）
日本料理の椀物（吸物）と刺身は、合わせて「椀刺」や「椀差」と呼ばれ、重視される。その味によって腕前を確かめられるともされる。

### 献立とメニュー

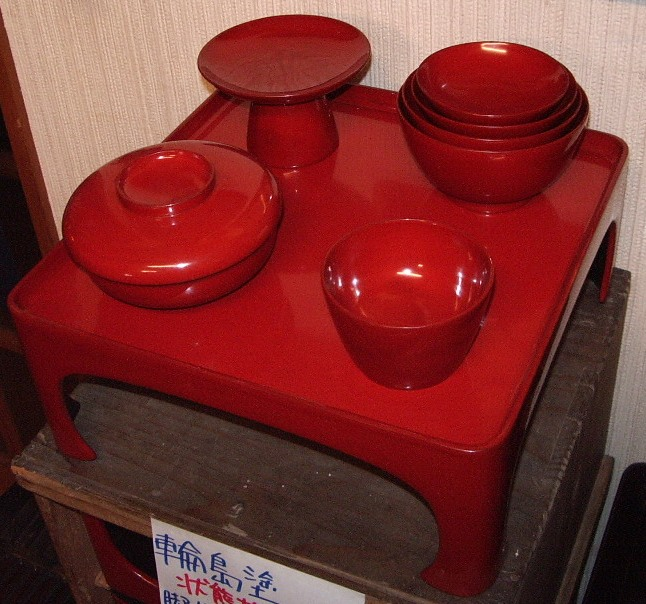
膳と食器

日本料理の献立やメニューは、米を中心とした穀物に生理的熱量や栄養を依存するものであった。穀物は飯などに料理されて食事の主たる主食として扱われる。主食に対する副食の惣菜は、飯を食べるための食欲刺激として用いられ、御飯の友などという概念もある。また飯の代わりに米による日本酒伴う宴会などでは、惣菜がそのまま肴(さかな)としても用いられる。飯と汁物に惣菜からなる、一汁一菜や一汁三菜など複数の料理から成ることが多い。伝統的に左を上位とする風習があるため、主たる飯を左側に置いたり、魚の頭を左向きに置いたりして配膳することが多い。日常の食事などでは、これらの料理は一度にまとめて配膳されることが多いが、懐石料理などでは、一品（あるいは一膳）ずつ順番に配膳される。

### 食器
食器は、漆器、陶器、磁器など。家庭では、ご飯茶碗・箸は、各人専用のもの（属人器）を用いる習慣がある。暖かい時期には、薄手で浅めの磁器を主に、暑くなるとガラスの器なども使われる。涼しい時期には、厚めで深手の陶器を主に、寒くなると蓋つきの器なども使われる。また漆器では、蒔絵や沈金などの絵柄で季節を表現することがある。

### 提供場所
日本料理は各家庭のほかに、蕎麦屋や寿司屋などの専門店、居酒屋や料亭や割烹、また待合やお茶屋、行楽地、さらに現代では宇宙食など、さまざまな場所で食事ができる。
行楽（花見など）、旅行（巡礼、駅弁など）の際に屋外で食される「弁当」も日本の文化の一つである。

### 宗教
大乗仏教では肉を食べることおよび一部のネギ属の植物が忌避されており（禁葷食）、この戒律を守るため精進料理がある。江戸時代まで、仏教の考え方から獣肉食は一部の地域を除いて一般的ではなかったが、明治時代以降に獣肉食は国内で広く広がった。現在の日本料理は精進料理を除いて食のタブーは弱いと思われるが、羊肉やアヒル肉など普及の問題であまり一般的ではない肉がある。

## 歴史

### 旧石器時代

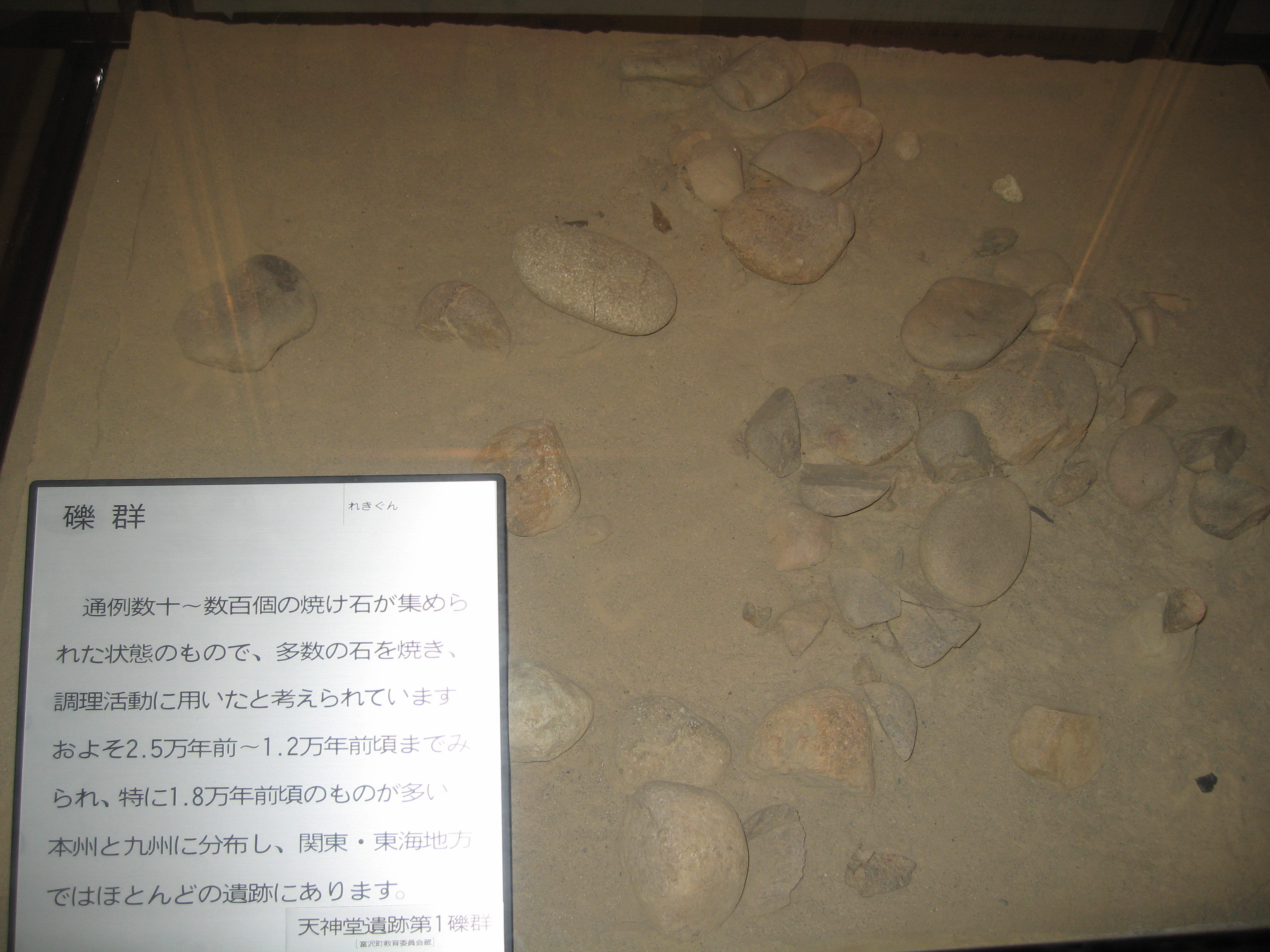
日本列島の旧石器時代に蒸し焼き調理に用いられたと考えられている礫群（山梨県南巨摩郡南部町の天神堂遺跡）。

群馬県の岩宿遺跡で更新世のローム層から旧石器時代の石器が発見された。岩手県の花泉遺跡では約2万年前のハナイズミモリウシ、オーロックス、ヤベオオツノジカ、ヘラジカ、ナツメジカ、ナウマンゾウ、ノウサギなどの化石が大量にまとまって発見された。これらの化石の骨は石器で切るなどした解体痕がある。また研磨して先端を尖らせた骨角器と、敲石と思われる使用痕のある石器も発見された。これらから花泉遺跡は狩猟による動物を解体し食肉を得たキルサイトと考えられている。また長野県の野尻湖湖底に位置する立が鼻遺跡（野尻湖遺跡群の1つ）も約4万年から2万4000年前のナウマンゾウとヤベオオツノジカを主としたキルサイトと考えられている。東京都の野川遺跡などからは礫群や配石（置石）が発見されている。礫群は焼けたこぶし大の石が数十から100個ほど1か所にまとまったもので、動物質の有機物が付着したものも発見されている。礫群は食肉を焼くのに用いたと考えられている。また木器や樹皮などによる容器に水や食品とともに礫群の焼け石を入れ煮るのに用いたとも考えられている。当時の日本列島は大部分が亜寒帯性の針葉樹林が広がっており、植物性の食品は乏しく漁撈も未発達なため、ビッグゲームハンティングと呼ばれる大型哺乳類を主とした狩猟に依存した生活だったと考えられている。哺乳類などの動物はフグなどの毒のあるものが少なく、内臓や筋肉、皮膚や脂肪や血液、骨髄や脳髄など、骨や毛などを除けば、大部分が可食部である。寄生虫や微生物など病原体の問題もあるが、生でも食べることができる。レバ刺しや膾、カルパッチョやユッケやタルタルステーキのような料理や、火が使える状況であれば礫石などを利用して、石焼や蒸し焼きなどの焼肉のような料理が考えられている。またさいぼしやジャーキーなどのように干肉にして保存食にしたとも考えられている。

### 縄文時代

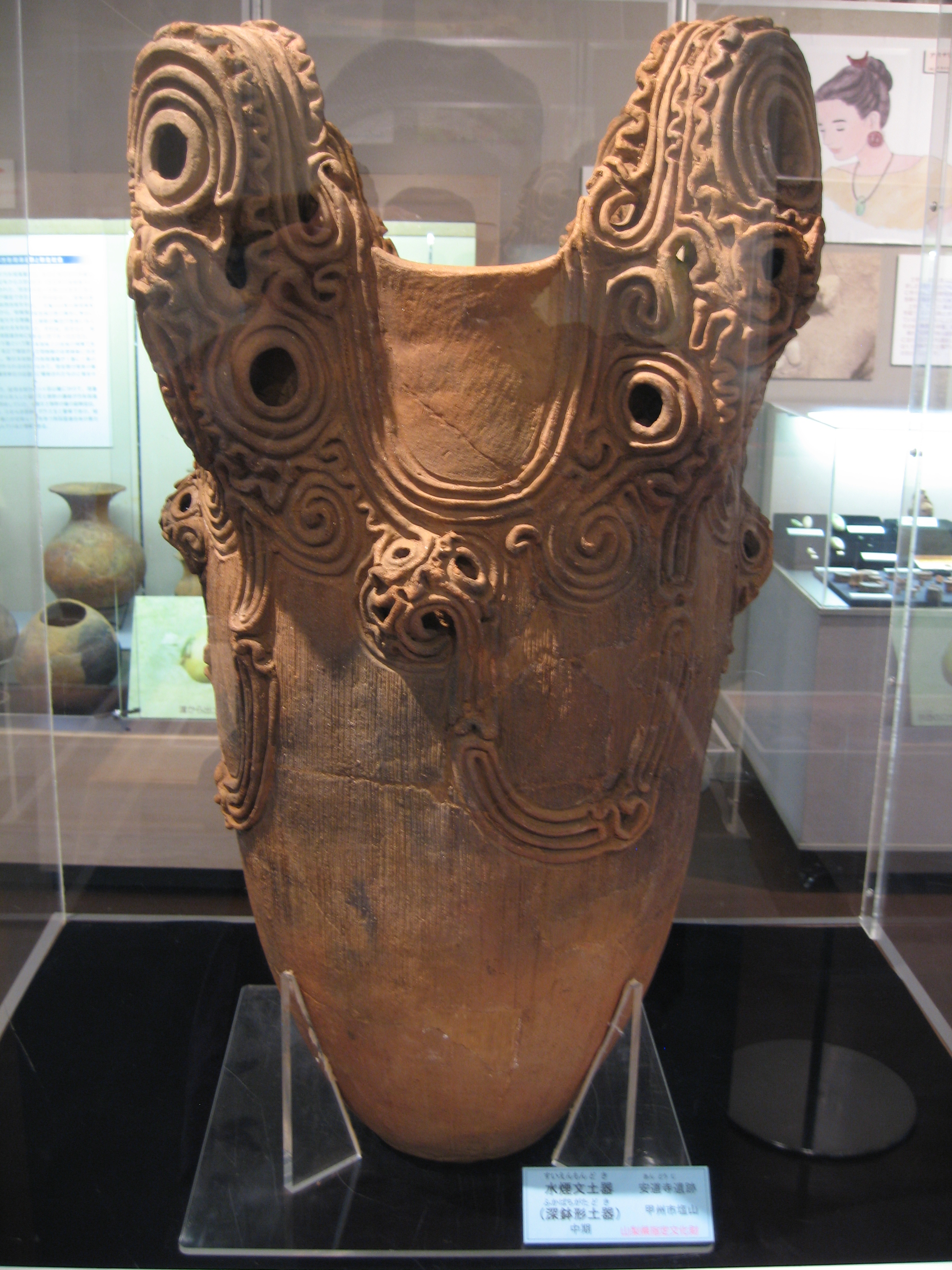
日本列島の縄文時代に用いられた水煙土器。

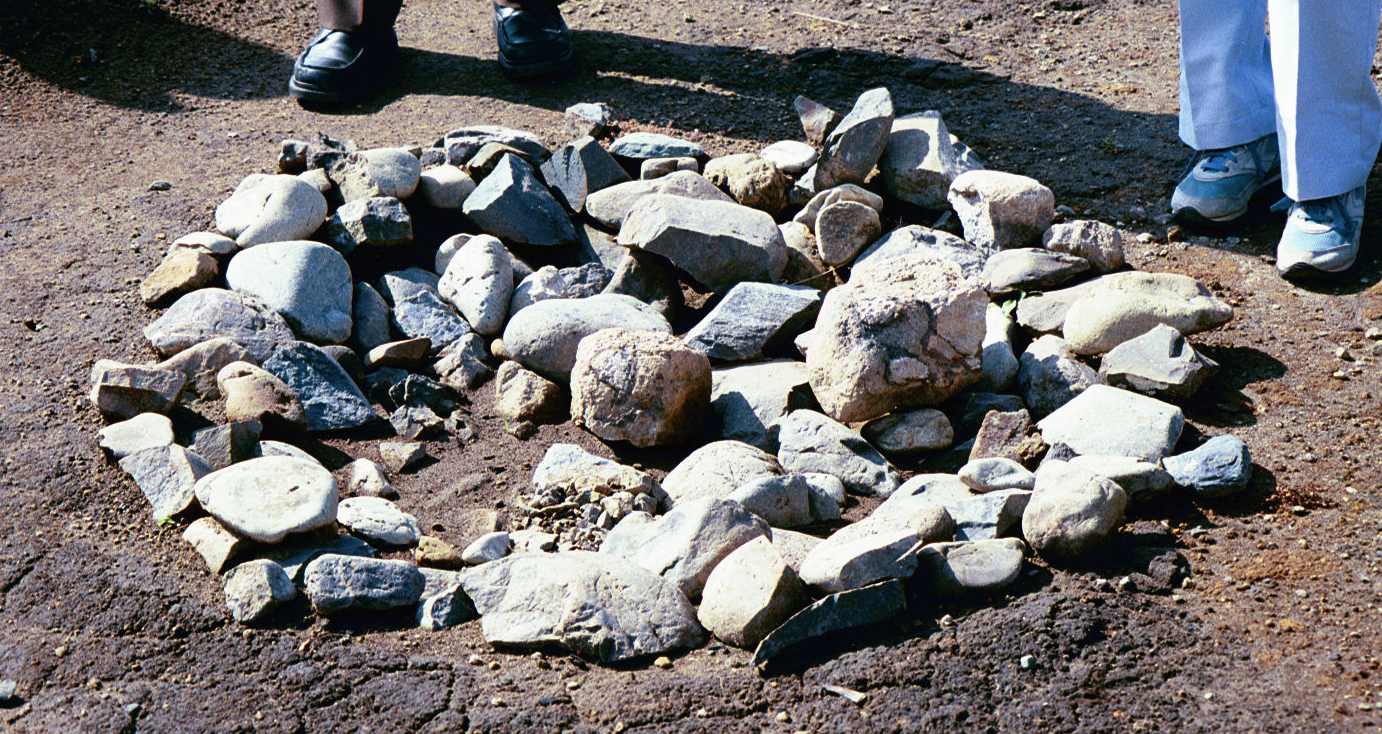
鹿児島県霧島市の上野原遺跡（鹿児島県上野原縄文の森）に復元された実験用集石。

約1万年前に地球規模の気候変動で氷期から間氷期に変わり完新世が始まる。日本列島では温暖化に伴い針葉樹林は北海道や高山帯に限られ、本州の東側にブナやナラ、クリやクルミなどの落葉広葉樹林が、本州の西側と四国、九州、南西諸島にはカシやシイ、クスノキなどの照葉樹林が広がる。ナウマンゾウやヤベオオツノジカなどの大型哺乳類は絶滅あるいは生息しなくなり、ニホンジカやイノシシなど中小哺乳類が増える。また、海面の上昇にともない対馬海流の流量も増え、日本海側も太平洋側とともに暖流と寒流の交わる良漁場となる。このような風土の変化にともない縄文時代が始まり、打製石器・磨製石器とともに縄文土器が用いられる。世界的には中石器時代あるいは新石器時代に相当するが、農耕や牧畜は普及せず、採集に加えて狩猟や漁撈を主とする生活である。
土器を用いて煮ることが発達し、採集による植物性食物の利用が増えた。竪穴建物近くの地面を掘り、クルミ、ドングリ、クリ、トチなどの堅果類を備蓄した貯蔵穴が多く検出されている。クルミは脂質を多く含み生でも食べられるが、クリやドングリやトチはデンプンを多く含み、生のベータデンプンは消化されにくいため、水と熱とで結晶構造を破壊し、アルファデンプンに変える必要がある。またドングリはタンニンを含む種類が多く、石皿と磨石で潰したり粉にし、水に晒したり茹でたりして灰汁抜きをした。トチは非水溶性のサポニンやアロインを含み、灰を加えて煮ることで灰汁抜きをした。またクズやワラビ、ヤマノイモやウバユリ、ヒガンバナなど野生の芋類も、アルカロイドなどの毒を水に晒すなどして除去し、デンプンを利用したと考えられている。動植物の遺物による調査と、遺骨コラーゲンの同位体比による調査から、これら植物性のデンプンから熱量の大半を得ていたことが分かる。植物性の食品の利用が増えたのにともない、従来の食肉やレバーや血液などから摂取していた塩の必要性が生じ、海水を土器で煮る製塩も行われた。日本原産の香辛料であるサンショウを入れた土器も発見されている。また栽培作物であるソバやオオムギやアワ、エゴマやリョクトウやヒョウタンなどが、少ないながら出土している。
狩猟による食肉は大半がイノシシとニホンジカによるもので、その他カモシカやエゾヒグマやツキノワグマ、タヌキやアナグマなどさまざまである。またキジやカモ、ガンなどの鳥類も対象とした。狩猟は縄文時代に登場した弓矢によるものを主とし、罠や落とし穴なども用いた。またイヌは飼育されており、猟犬として用いたと考えられている。北海道ではアザラシやトド、オットセイなどの海獣などを対象とし、回転式離頭銛が用いられた。イノシシは伊豆諸島や北海道から遺物が発見されており、移動や飼育、動物儀礼などについて議論されている。
漁撈による魚介類は、貝塚を主に形成するハマグリやアサリ、カキやシジミなどの二枚貝が多い。内湾性のスズキやボラ、クロダイやコチなどを対象とし、骨角器によるヤスや石錘を利用した漁網も用いた。またイワシやサバなど小魚を対象とし、漁網によるものもある。東北地方の三陸沿岸では外洋性のマグロやカジキを対象とし、骨角器による釣り針や、回転式離頭銛を用いた。九州北西部でも外洋性のマグロやサワラ、シイラやサメを対象とし、骨角器による組み合わせ式釣り針を用いた。内陸河川でのサケやマスも、北海道や東北地方では重要な食品であったとする考えもある。
料理としては、堅果類などのデンプンをこねて灰の中で焼いたビスケットやクッキーのような縄文クッキーが出土している。また土器の利用により、デンプンを団子状にして煮たすいとんのようなものや、水で溶いて煮て粥状にしたものも考えられている。食肉や魚介類はすいとんや粥に混ぜたり、汁物や吸物のような羹や、鍋料理のようなものが考えられている。また、旧石器時代から行われている蒸し焼き調理も継続して行われており、こぶし大の石を一ヶ所に多量に集積して過熱した「集石」と呼ばれる遺構が各地で検出されている。なお、旧石器時代の「礫群」と縄文時代の「集石」は、現代考古学用語としての名称が異なるが、構造・機能面では同一のものと考えられている。
採集や狩猟や漁撈は自然によるもので、四季のある日本列島では季節性が表れる。宮城県の里浜貝塚における調査では、春にはアサリや木の芽や若草などの山菜を採集し、夏にはマグロやアジやサンマなどの漁撈と海水による製塩、秋にはサケの漁撈と堅果類の採集、秋から冬にかけてニホンジカの狩猟と土器の製作と、季節に応じた食生活を行っていた。また食生活は、自然だけでなく人口密度なども含めた生態学的条件でも異なり、さらに北海道礼文島の船泊遺跡と浜中2遺跡のように、同時期同地域にあっても集団の歴史的や社会的な文化にもより異なる。沖縄諸島や奄美諸島ではこの時代を貝塚時代の前期とも呼び、伊波式土器や荻堂式土器を伴う独自の文化でもある。また沖縄県波照間島の下田原貝塚では、八重山土器やピラ型石器、イノシシの骨が出土しており、このころ先島諸島では漁撈とともにイモやアワの畑作農耕やイノシシの飼育が行われていたと考えられている。この文化は、九州や沖縄本島などからの縄文文化の影響はほとんど受けず、台湾や中国大陸江南の影響を受けた独自の文化と考えられている。このように地域や時代、集団によって多様な食文化を伴う縄文時代は、さまざまな定義があるが縄文土器を基準にして、北海道から沖縄県まで日本列島のほぼ全域を対象とし、約1万6000年から1万2000年前に始まり、紀元前900年から紀元前400年のまで続いたとされる。

### 弥生時代

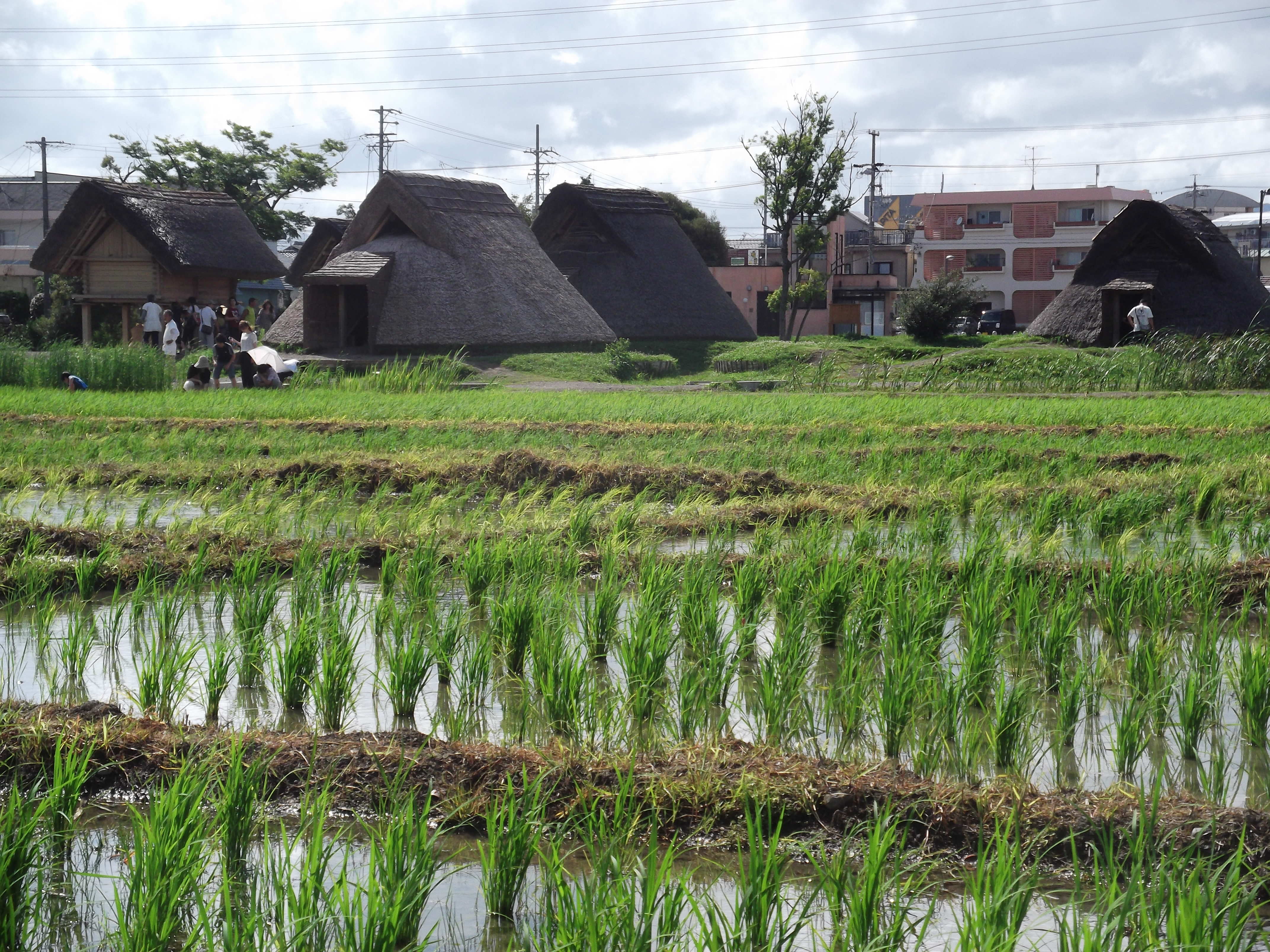
日本の弥生時代の遺跡に水田を復元したもの（登呂遺跡）

稲作と栽培種イネは、アフリカのニジェール川周辺に起源するアフリカイネと、アジアに起源し世界各地に伝搬したアジアイネとの2つがある。中国大陸の長江流域では、紀元前1万年ごろのイネの資料の発見、紀元前6000年ごろの湖南省彭頭山遺跡から籾殻の混じった土器の発見、紀元前5000年ごろの浙江省河姆渡遺跡が発見されている。河姆渡遺跡は約400平方メートルの範囲に籾殻などが堆積していて、鋤や臼と杵なども伴うほぼ完成された水田稲作が行われた。紀元前3000年ごろの浙江省銭山漾遺跡などの良渚文化に続き、紀元前1000年ごろの江南江淮地域に幾何学印文陶文化が表れる。また黄河流域では、紀元前1万年ごろにアワやキビの利用があり、紀元前6000年ごろに中流域でアワと農具が発見で栽培が考えられ、紀元前3000年ごろに長江流域からのイネと西アジアからのムギが伝来し、紀元前2000年ごろにマメの栽培で五穀が揃うことになる。
朝鮮半島では紀元前4000年ごろの黄海北道知塔里遺跡から炭化したアワもしくはヒエの粒の発見、紀元前2000年ごろの京畿道の欣岩里遺跡から陸稲と思われる粒がオオムギやアワなど畑作物とともに発見、紀元前8世紀ごろには忠清南道松菊里遺跡などで炭化米が発見、紀元前7世紀から6世紀の無去洞峴遺跡などから水田が発見されている。
中国大陸東北部とロシア東部では、紀元前1000年ごろのアムール州や黒竜江省のアムール川沿いや沿海地方では、ウリル文化やヤンコフスキー文化や鶯歌嶺上層文化で、それぞれアワやキビの栽培とブタを飼育する農耕が行われた。

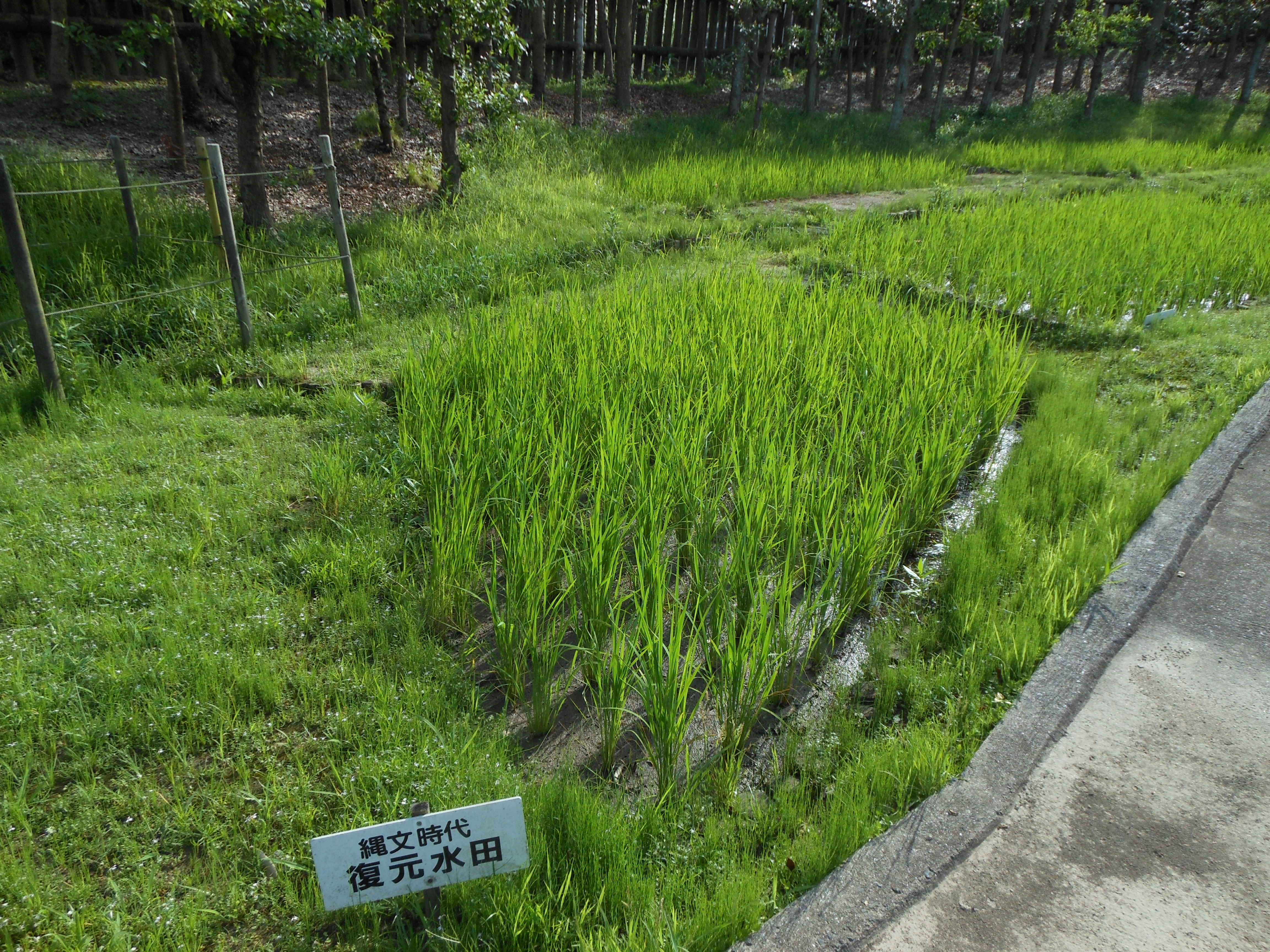
菜畑遺跡（佐賀県唐津市）の復元水田。弥生時代早期初頭の1区画20 - 30平方メートルの水田跡が発見されている。

日本列島では、縄文時代の北海道で、早期の中野B遺跡からヒエ類が発見、前期の美々貝塚遺跡から畑跡と考えられる遺構が発見されている。また中期の臼尻B遺跡からアワの発見、晩期の塩屋3遺跡からオオムギとアワが発見されている。これらの縄文時代の北海道から出土する穀物類は、沿海地方などからの伝搬が考えられている。縄文時代中期以降の本州や九州などの遺跡では、稲や大麦、小麦、アワ、ヒエ、キビなどが発見され、福岡県のクリナラ遺跡からは畑跡が発見されている。縄文時代に大陸から畑作物としてイネを含めた穀物が伝搬し、陸稲栽培を含む畑作が行われたと考えられている。また福岡県の板付遺跡や佐賀県の菜畑遺跡などで、用水路や畦が整備された縄文水田が、木製の鍬や石包丁などの農具を伴い発見されている。この九州北部で発見された整備された水田や農具を伴う完成された水田稲作文化は、陸稲栽培を含む畑作が発展したのではない。紀元前2000年紀後半から紀元前1000年紀前半にかけて中国大陸の江南や江淮地方に展開していた金石併用期の幾何学印文陶文化前期の完成された水田稲作農耕文化が、朝鮮半島を経て、あるいは東シナ海から直接に、九州北部に移民とともに伝わったと考えられている。

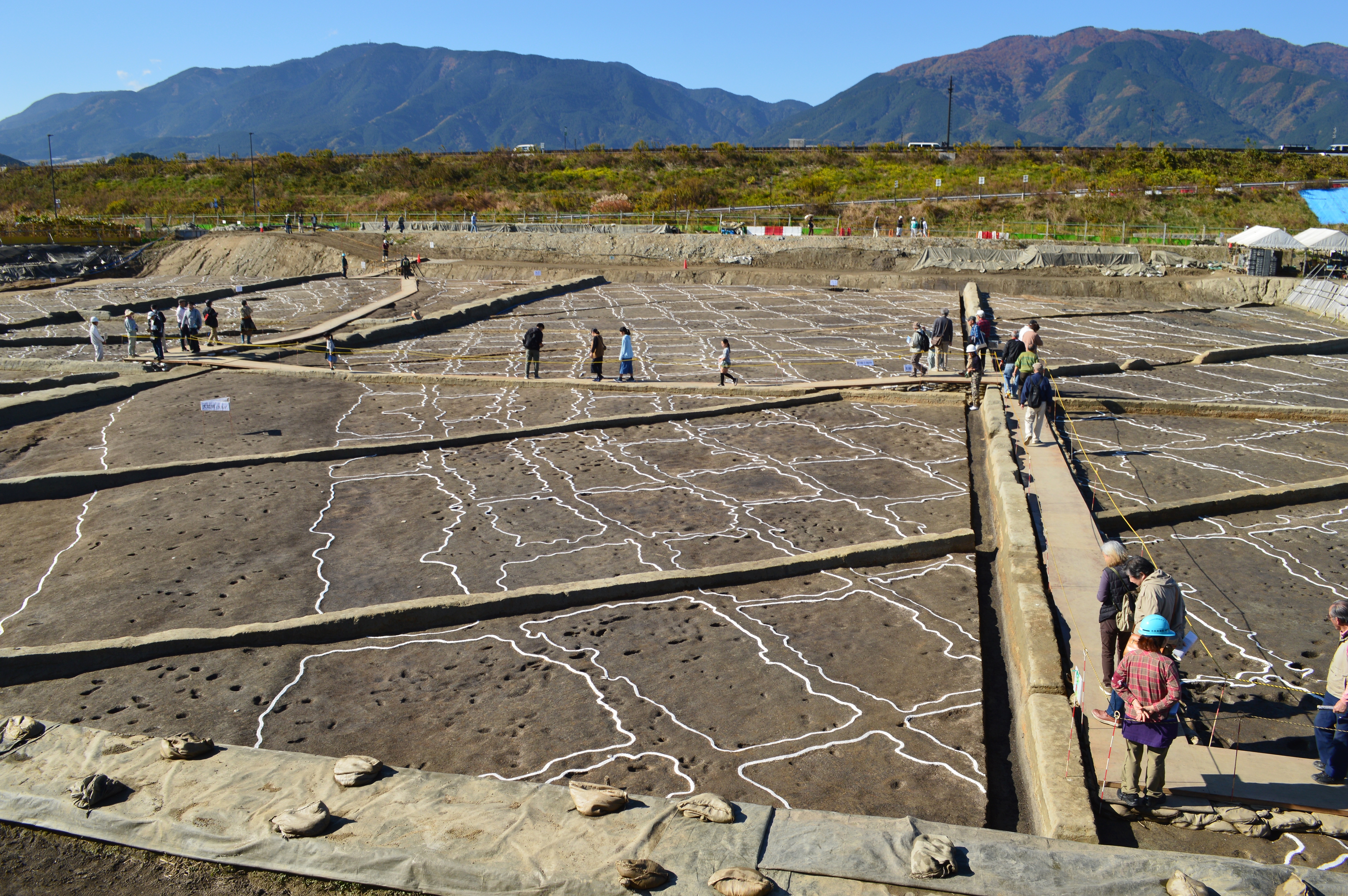
弥生時代前期の小区画水田遺構の例中西遺跡（奈良県御所市）2019年発掘調査時。大畦畔（画像左端：手前から奥方向）の区画内（右側）において、幹線小畦畔（手前から奥方向）・支線小畦畔（左右方向）で水田群が区画される。

九州北部に伝わった水田稲作文化は、急速に西日本を中心に近畿地方まで伝わるが、東日本には伝わらず停滞する時期がある。これは西日本の照葉樹林に比べて東日本の落葉広葉樹林の方が食品が豊富だったこと、西日本を中心に陸稲栽培を含む畑作が普及し水田稲作を受容しやすかったこと、当時の稲が寒冷地である東日本に不適であったことなどが考えられている。
紀元前後になると寒冷地に適した稲の品種などにより、本州最北端の青森県まで水田稲作文化が伝わる。紀元前後にはまた鉄製の農工具が普及した。日本列島の水田稲作文化が普及した時代は、従来の縄文土器と比べて薄く整形されより高温で焼かれた弥生土器を伴い、弥生時代と呼ばれる。弥生時代の水田は、1辺が最小で2・3メートル規模の小規模畦畔により区画される「小区画水田」と呼ばれるものが多い。弥生時代は紀元前900年ごろに始まり紀元後400年ごろまで続いたとされる。一方で寒冷な北海道では、この時代には稲作文化がおよばず、縄文時代から続く採集や狩猟や漁撈による文化が続き、続縄文時代と呼ばれ紀元1000年ごろまで続いた。また沖縄など南西諸島では、貝塚時代の後期とも呼ばれ、これは紀元1300年ごろまで続いた。
弥生時代の日本列島の様子は、『漢書』「地理志」で紀元前後には100あまりの小国が分立していたと記録されている。『魏志』「倭人伝」では紀元後239年に複数の首長国がある中、卑弥呼の統治した邪馬台国が魏に朝貢し、また魏の使節が訪れたと記録されている。『魏志』「倭人伝」ではまた、「水に潜り貝や魚を採る」「稲や粟を栽培する」「温暖な気候で通年生野菜を食べる」「生姜や柑橘類、山椒、茗荷があるが料理に利用しない」「木や竹の器を用いて手で食べる」「飲酒を好む」など料理や食事に関する記録もある。
アジアイネは、丈が高く熱帯に適し寒さに弱い長粒で粘りが少ないインディカ種と、丈が低く低温にも対応し短く丸みのある粒で粘りの多いジャポニカ種とに大別される。弥生時代に日本列島に伝わった稲はジャポニカ種であり、11世紀以降になってインディカ種が何度か持ち込まれたが現在に至るまで広く普及はしていない。またインディカ種とジャパニカ種とともに、デンプンのひとつであるアミロースの含有量で、糯（もち）と粳（うるち）とも大別される。弥生時代に日本列島に伝わったイネは、中国で粳の栽培が先行したこと、記紀などに糯や餅が登場しないこと、糯という字が奈良時代の「正倉院文書尾張正税帳」が初出であることなどから粳であったと考えられている。しかし縄文時代の陸稲などは中国南部や東南アジアから糯が伝わり、弥生時代には糯と粳が混在していたという考えもある。

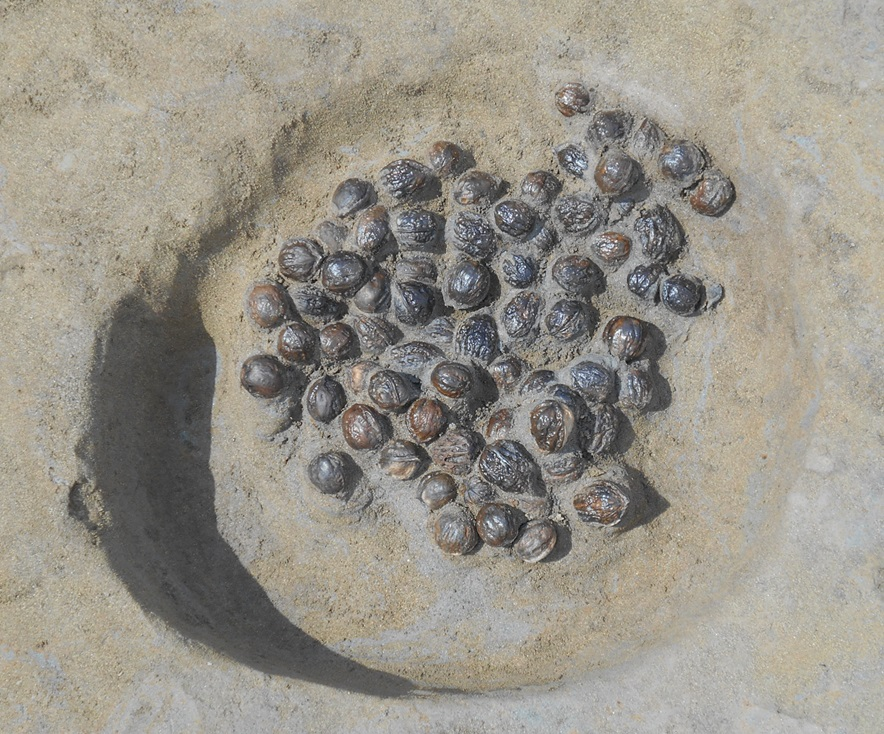
福井県福井市の糞置遺跡における弥生時代のクルミの貯蔵穴検出状況。

水田稲作が普及しても農耕のみを基盤としたわけではなく、農耕を行いながら従来の狩猟採集漁撈も行っていた。またプラント・オパールの調査から、全面的に稲を長期にわたって栽培したわけではなく、キビ属なども栽培され生産量も多かったと考えられている。種子の遺物からも雑穀などと呼ばれるアワやヒエ、キビそして麦などの穀物や、豆やソバなどの準穀物も多い。またドングリやクルミなどの堅果類は稲を超えて多く出土しており、縄文時代のように貯蔵穴に備蓄した状況が検出されている。
猪と鹿は引き続き狩猟の重要な対象であったが、田畑を荒らす害獣駆除の側面もあったと考えられている。また鹿に対する猪の割合が増え、頭蓋骨の変化から猪が家畜化され豚となったものも含まれていると考えられている。豚に加えて牛や馬、鶏が持ち込まれ飼われていたが多くは出土せず、また鶏は食べる対象ではなかった。イヌは猟犬としても用いられたが、埋葬されず解体痕などから食用の対象にもなった。豚や牛、馬などの飼育は、農耕の傍らの小規模なもので乳の利用などを目的としたものではなく牧畜ではない。漁撈では従来のものに加えて、水田や用水路などでコイやフナ、ナマズやドジョウ、タニシなどを対象とした淡水での漁撈が行われる。また内湾での漁撈では管状土垂を用いた網漁や蛸壺漁などが行われるが巨視的には衰退する。また東日本太平洋側や西北九州での外洋漁撈への特化拡散もみられる。農耕による環境や社会の変化が狩猟や漁撈にも変化をもたらしている。
料理は米などの穀物を炊いた飯がある。弥生土器には外側に煤が内側に米粒がついたものが出土することから、現在と同じ炊き干し法による飯である。米は臼と竪杵による精米で、現在販売されている籾殻を外し果皮に覆われた玄米とは異なり、9分撞き程度であったと考えられている。また飯を唾液により糖化した口噛み酒や麹を利用したりして酒を醸造した。フナなどで塩辛や魚醤やなれずしなども作ったと考えられている。弥生土器の中には煮炊きに用いた鍋などだけでなく、食器の形状のものも出土する。
遺跡からはドングリがもっとも多く出土するが、農耕が普及し米や粟を主食にし、鶏獣肉、魚、海藻、野菜、山菜を副食にするという日本食の基本ができあがってきた。家畜として導入された豚を食べることは忌避され、鶏も時告鳥（ときつげどり）として別格にあり、卵すら食用にしなかった。次第に食事は、神事の御饌（しんせん/みけ）として供えられ、神事の後に直会（なおらい）にて神主や村人が一緒に食べ、神人供食の文化が起こった。

### 古墳時代
3世紀に奈良県纒向遺跡に登場した巨大な王墓前方後円墳などの古墳は、各地に広がり古墳時代と呼ばれる。当時の水稲稲作は、弥生時代に引き続き、小区画水田により行われた。6世紀後半から7世紀にかけて水田の大規模な開発が近畿地方を中心に行われた。5世紀中期の高度な技術による鉄製U字型鋤先や曲刃鎌、6世紀後半に登場し代掻きに用いる馬鋤や7世紀に登場し耕起に用いる犂による牛馬の利用、7世紀初頭の大阪府狭山池などため池の築造や長大な堤防による河川の制御、7世紀後半の条里制の登場など、これらが背景にある。古墳の周囲や上に並べられた埴輪には、鹿や猪、犬などの狩猟を描いたもの、馬や鶏を形取ったものなど、支配者による狩猟や乗馬があった。朝鮮半島から伝わった須恵器には甑が多数発見されることから、米を蒸しておこわにしていたと考えられている。また従来の炉に変わって竈が住居に設けられる。

### 飛鳥時代・奈良時代・平安時代
『古事記』には豊葦原千五百秋瑞穂国（とよあしはらのちあきながいおあきのみずほのくに）、稲穂が実る国と記され、720年の『日本書紀』ではウケモチのお腹から稲が生まれたという神話が書かれている。平安時代末期には強飯に代わり、現代の炊飯されたご飯と同じような姫飯（ひめいい）も食されるが普及はもっと後である。
『日本書紀』に料理の記述がある。主食と副食による食事構成が定着し、米や麦・アワなどをおこわや飯、粥にして食べていた。副食に用いる食品は、野菜・海藻・魚介類が用いられた。獣肉等は天武天皇の675年に、牛・馬・犬・猿・鶏の殺生禁止令が出され、表向きは食用とされなくなった。また猪と鹿は殺生禁止の対象とはならなかった。料理法としては、生物・焼物・煮物に加えて、茹物・羹・和え物・炒り物などがある。加工法としては干物・塩辛・漬物・寿司などがあった。遣唐使による唐の影響から、料理も影響を受ける。大饗（だいきょう/おおあえ）では、飯に膾や干物に加えて、干物や揚げ物を含む唐菓子、木菓子と呼ばれる果物などが台盤に並べられた。箸とともに匙も使われた。調味は食べる際に塩や酢・醤（ひしお）・酒で味をつけた。

### 鎌倉時代
鎌倉時代には、武士の支持を受けた禅宗とともに精進料理が伝わり、煮染や酒煎など調味の技法が発達する。茶に加えて、豆腐、金山寺味噌など食品加工技術が伝わった。寺院の点心からうどんや饅頭、羊羹などが民間に広まった。

### 室町時代

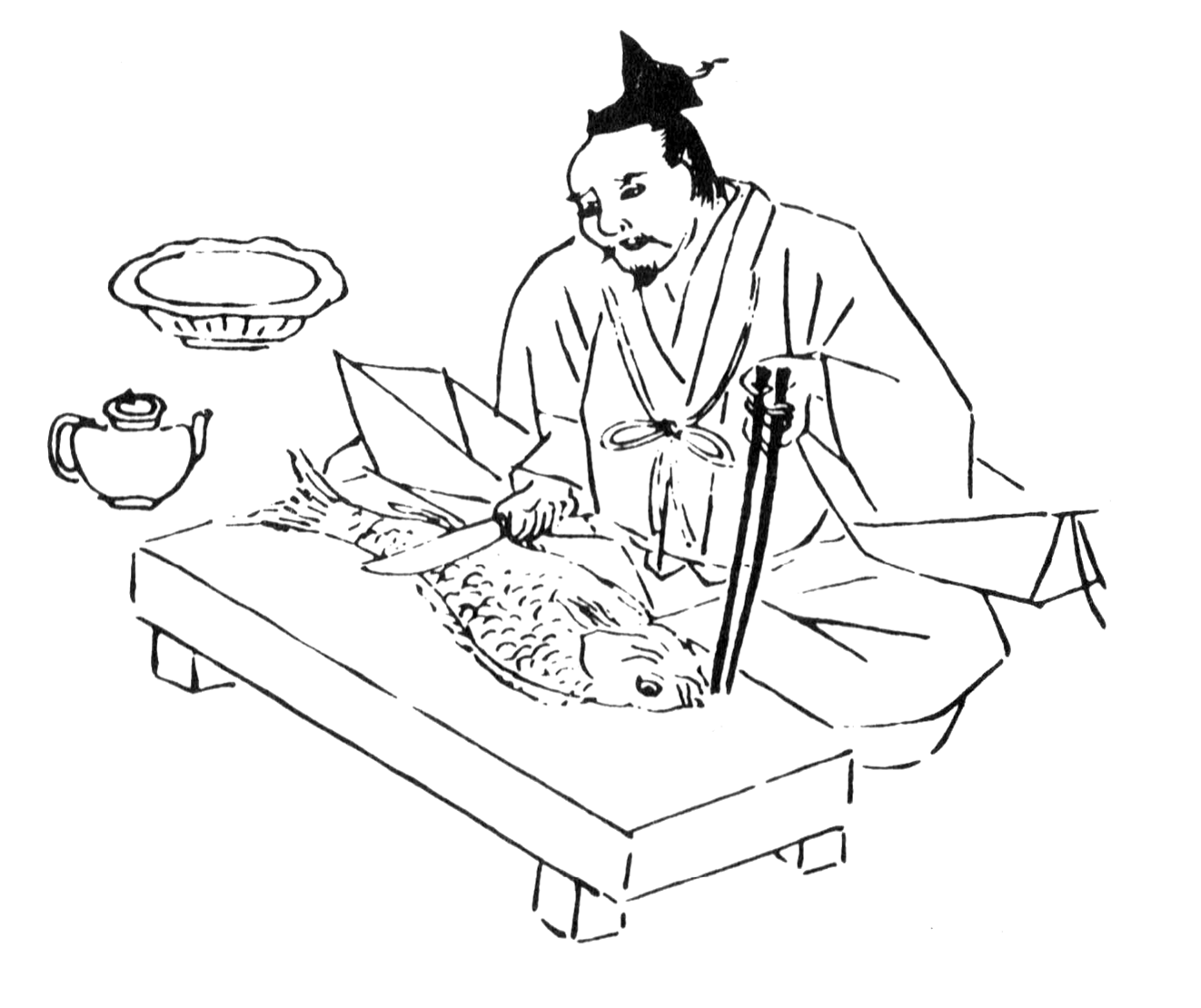
室町時代の料理人

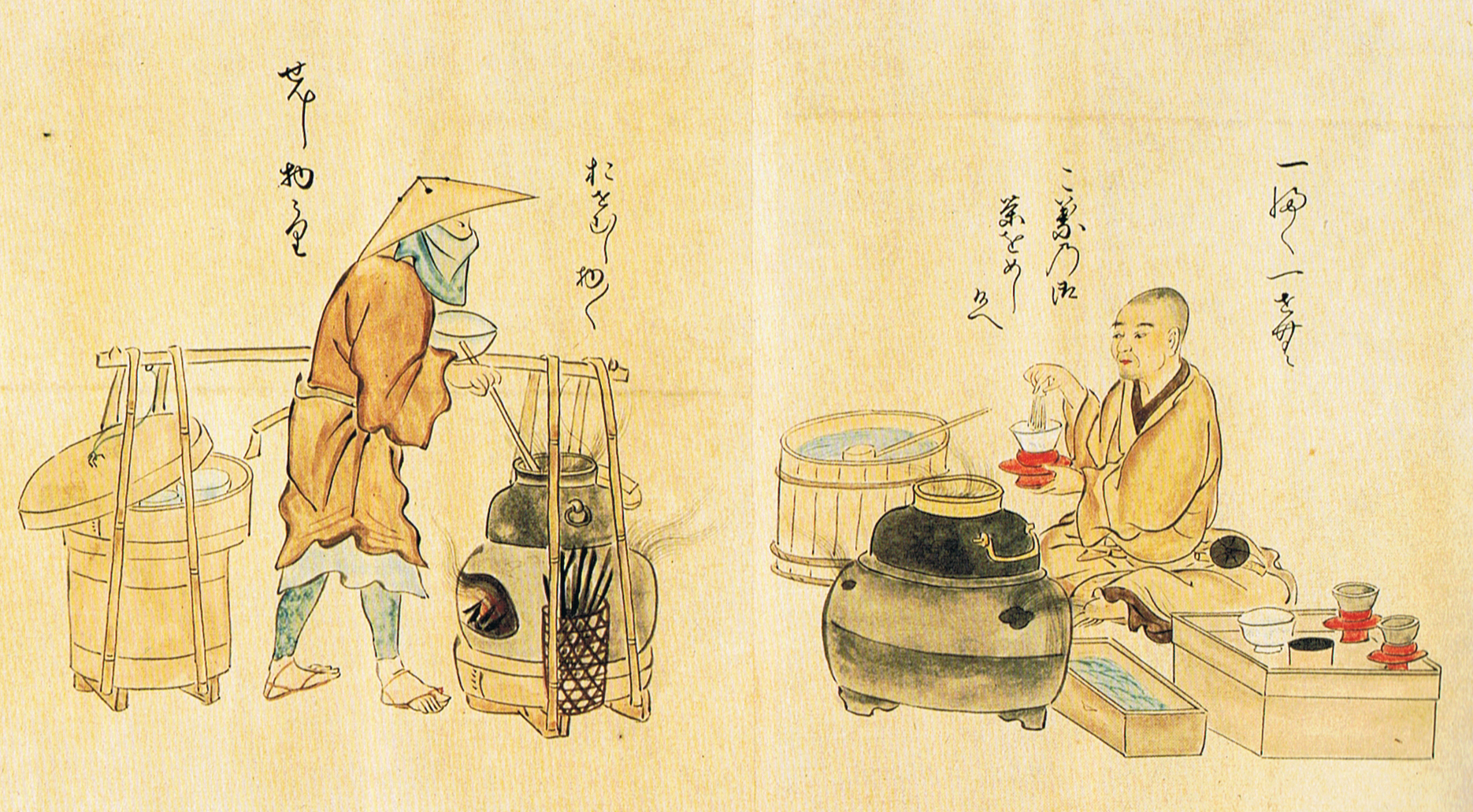
室町時代の「一服一銭」での抹茶

現代の炊飯ご飯と同じような、姫飯（ひめいい）が広く普及する。
大饗料理から派生した本膳料理が確立した。のちの懐石料理や会席料理にも影響を与えており、出汁と合わせて日本料理の基礎が確立されたと評する論もある。醤油が作られ用いられた。鰹や昆布を使い、火を使った焼き物、煮物、汁物がたくさん出されるようになり、武家特有の料理が整い日本料理が誕生する。
室町時代に料理書『四条流包丁書』や『大草家料理書』が書かれたとされる。精進料理が発達し、出汁の概念が生まれた。安土桃山時代に来日したジョアン・ロドリゲスは著書『日本教会史』の中で「能」（実践的な教養）として「弓術・蹴鞠・庖丁」を挙げている。

### 安土桃山時代
懐石料理が成立する。茶の湯の発達に伴うものであり、千利休の影響が大きい。南蛮船によりてんぷらやがんもどきなどの南蛮料理や、南蛮菓子（カステラやコンペイトウなど）が伝わった。唐辛子の伝来もこのころである。

### 江戸時代

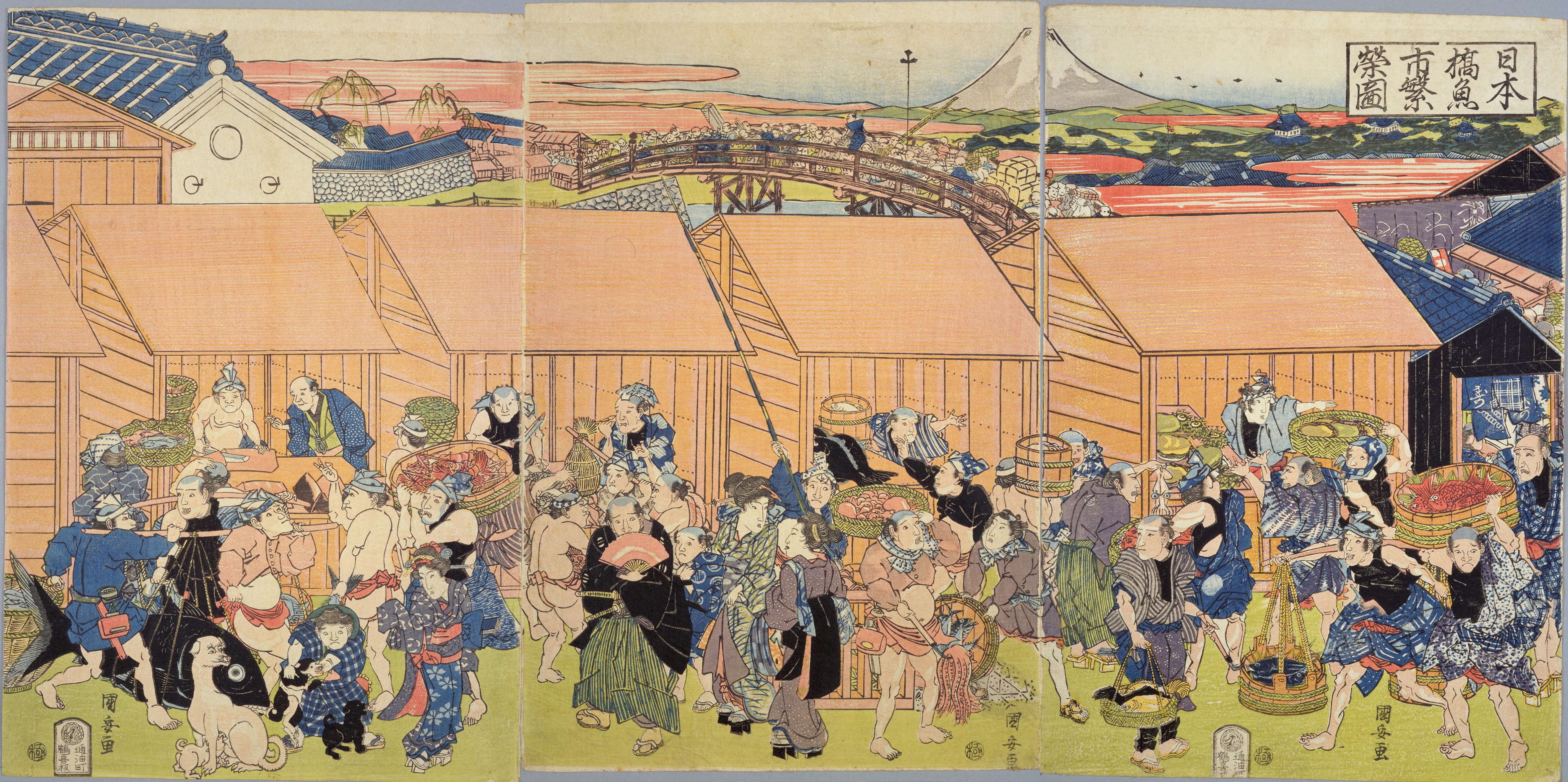
日本橋魚市繁栄図（江戸時代）

日本の料理文化の基本的な形は、古代から中世にかけての貴族が伝えてきた魚・鳥を軸とした料理に、寺院で発達した精進料理が結びつき、それに武家上層の食事様式の影響を受け、室町時代から江戸初期にかけて成立し、江戸後期に成熟した。その特徴は、個人膳であること、皿数が多いのをご馳走とすることから少量ずつを配膳すること(何汁何菜)、片付け食いではなく選んで食べること（残すことが当然）、獣肉が極端に少ない、酒席膳を第一とするなどがある。

#### 関東の料理
江戸料理と呼ばれる地元の材料を使用した料理が発展した。
『絵本江戸風俗往来』に「江戸市中町家のある土地にして、冬分に至れば焼芋店のあらぬ所はなし」と焼き芋屋が大人気であった。初ガツオ・初ナスなど縁起を担ぐこともあった。ダシは鰹節を使い、醤油は濃口醤油が使われた。コショウなど香辛料も利用され、芳飯も鶏飯なども取り入れられ、おじや、ねぎぞうすいも食べられるようになった。
外食産業も栄えていた。文化8年（1811年）に江戸の町年寄が「食類商売人」の数を奉行所に提出した資料によると、煮売居酒屋（1,808軒）、団子汁粉（1,680軒）、餅菓子干菓子屋煎餅等（1,186軒）、饂飩蕎麦切屋（718軒）、茶漬一膳飯（472軒）、貸座舗料理茶屋（466軒）、煮売肴屋（378軒）、蒲焼屋（237軒）、すしや（217軒）、煮売茶屋（188軒）、漬物屋金山寺（130軒）、蒲鉾屋（59軒）、醴（あまざけ）屋（46軒）、獣肉（9軒）という記録が残っている。煮売り屋は惣菜の持ち帰りすなわちの中食の役割も担っていた。

#### 関西の料理
京都、大阪の料理は「上方料理」と呼ばれた。北前船で北海道産の昆布が輸送された。瀬戸内の魚介類や近郊の野菜に加えて、全国の産物も集められたため「諸国之台所」と評された。

#### その他
それまで公家や武家などの階級、もしくは寺が独占してきた料理技法が出版という形で広く庶民に知れ渡った。『料理切形秘伝抄』や『料理物語』などさまざまな料理本が出版された。本格的な外食産業に関しては江戸時代初期には寺院が金銭を受取り料理を提供していたが江戸中期にかけて料理茶屋・料理屋が市中に数多く出現した。
江戸後期には会席料理が登場する。本膳料理を簡略化し、酒の席で楽しむ料理として成り立った。

### 明治時代以降

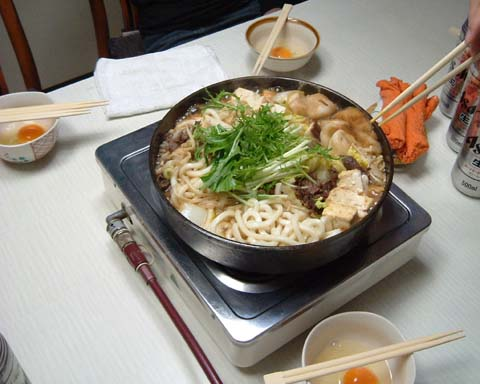
すき焼き

明治には、肉食が公に解禁され、江戸期には細々と食べられていた牛鍋などが流行した。
柳田國男は『明治大正史 世相篇』の中で「明治以降の日本の食物は、ほぼ三つの著しい傾向を示していることは争えない。その一つは温かいものの多くなったこと、二つは柔らかいものの好まるるようになったこと、その三にはすなわち何人も心付くように、概して食うものの甘くなってきたことである」という。
明治には海外と交渉のある階層を中心に西洋料理が食べられるようになった。各地の西洋料理店（洋食店）では、西洋料理のほかに、日本人の手で日本風に作り変えた料理が生み出された。家庭では銘々膳の風習にかわり、ちゃぶ台が使われるようになった。
第二次世界大戦後で物資不足の中、アメリカ合衆国からの食糧援助（ララ物資）として小麦粉が大量に輸入され、安価に大量供給された小麦粉により、お好み焼きなど小麦の粉食による鉄板焼き料理も発達した。
現在の日本料理は、寿司の一種であるカリフォルニアロールのように、世界で発展するものもある。日本でも刺身や寿司に真空調理法や低温調理法を取り入れたり、食肉の応用で大型の魚類であるマグロやブリなどを対象に熟成させて用いるなど、世界や歴史、科学などの知見などを取り入れて発展しているものもある。

#### 無形文化遺産への登録
2013年にユネスコの無形文化遺産に登録された和食は、「多様で新鮮な食品とその持ち味の尊重」「栄養バランスに優れた健康的な食生活」「自然の美しさや季節の移ろいの表現」「正月などの年中行事との密接な関わり」である。日本は「和食」を「いただきます」や「もったいない」といった食事という空間に付随することがらも含めた「自然の尊重という日本人の精神を体現した食に関する社会的慣習」として提案、年末年始における餅つきや御節料理、食育教育を中心にプレゼンテーションを行った。

## 分類

### 伝統形式と料理
伝統的な形式が現在に伝わる料理を挙げる。

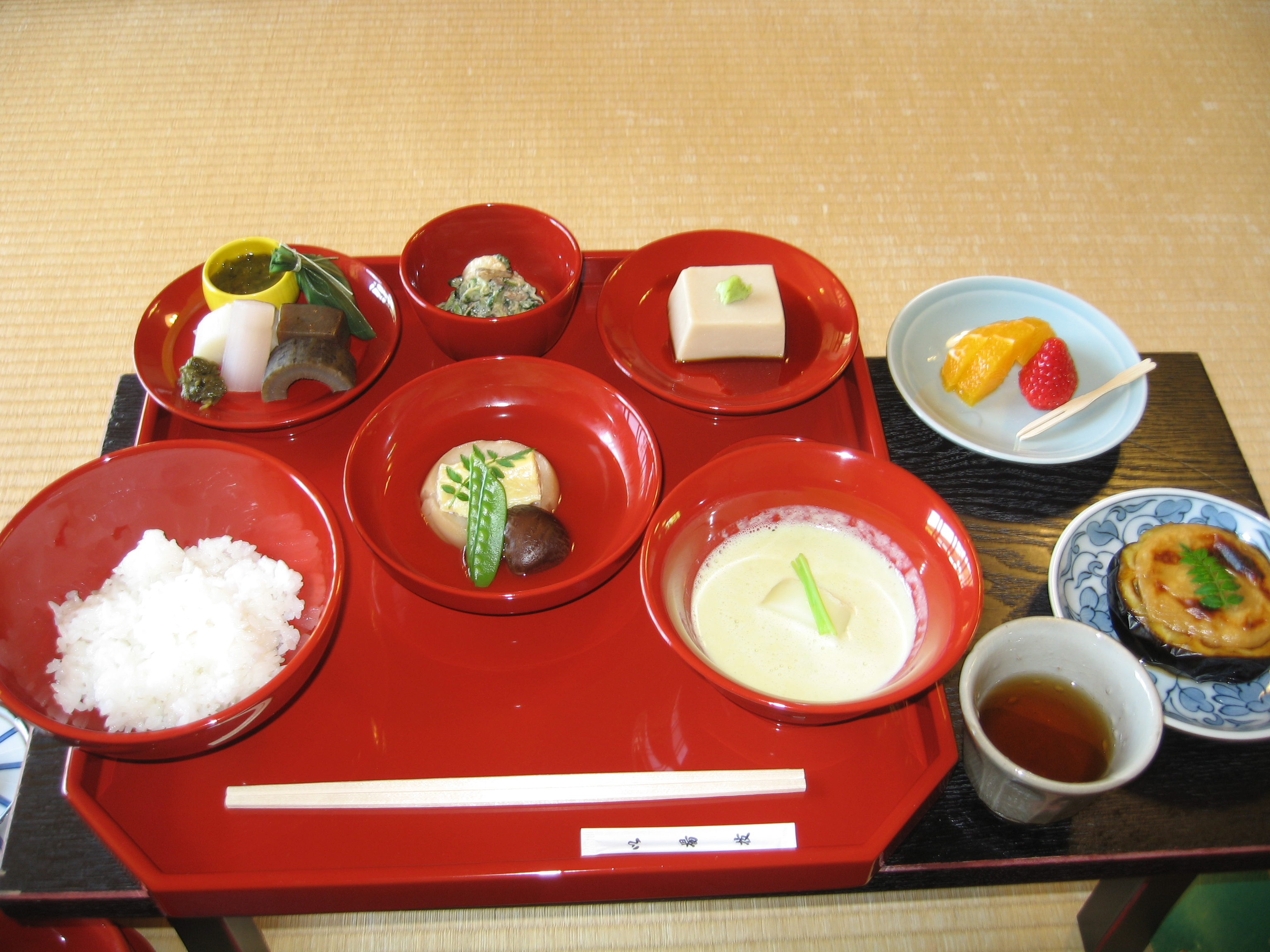
禅寺での精進料理

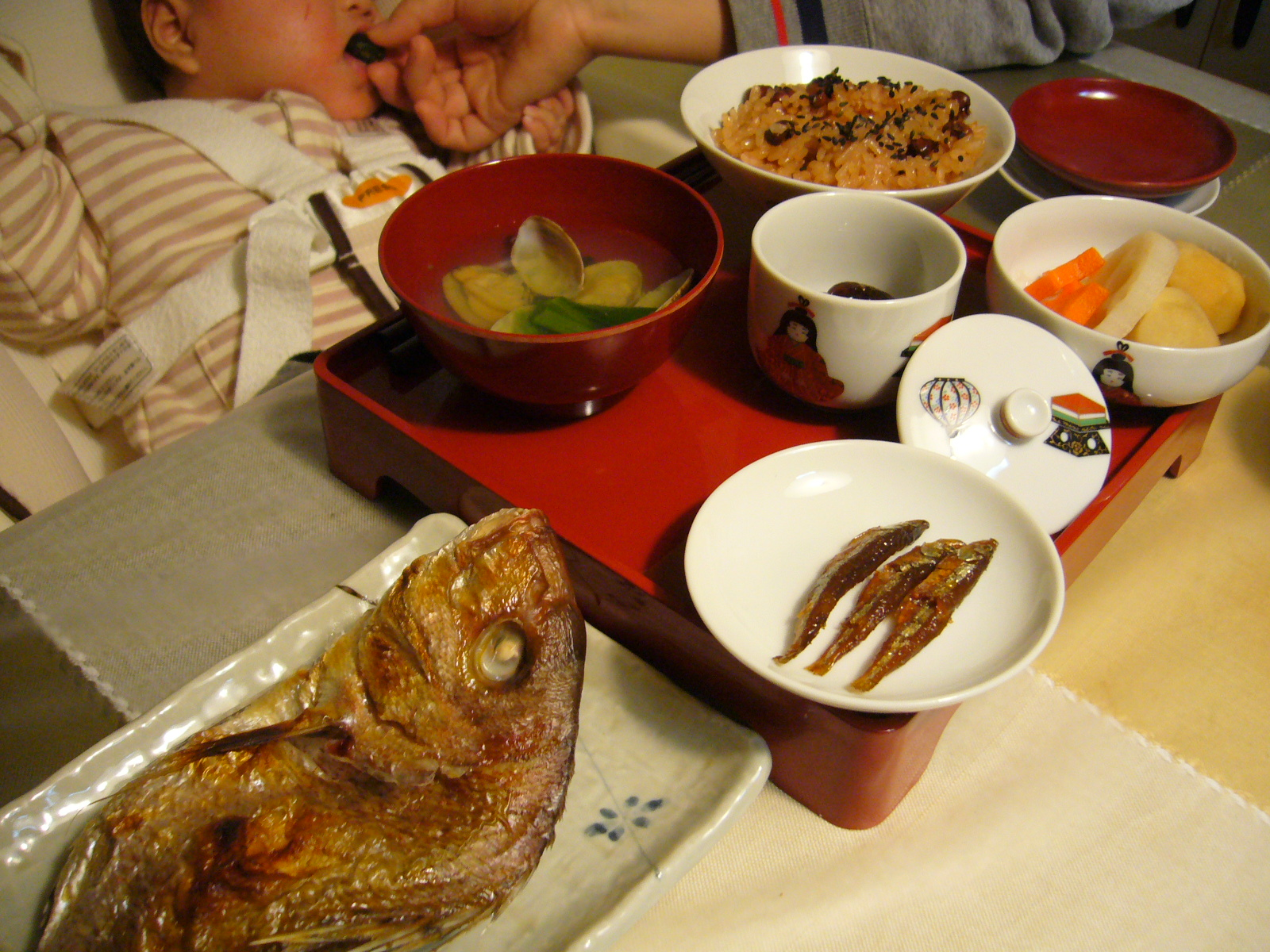
百日祝いの儀式における日本料理

- 御節料理 - 節会や節句のための料理で、特に正月の料理[40]。
- 有職料理 - 節会などの宴会における儀式料理[17]。
- 本膳料理 - 脚つきの膳に一人分の料理をのせて、本膳、二の膳、三の膳などと組み合わせた料理[16]。
- 精進料理 - 中国の寺院から伝わった、植物性の食品や調味料で作る料理[16]。
- 懐石料理 - 茶の湯の食事で、お茶をおいしく飲むための料理[16]。
- 会席料理 - 宴会や会食のためのコース料理[16]。
- 普茶料理 - 隠元が中国から伝えとされる精進料理[17]。
- 卓袱料理 - 長崎の出島により発展した料理[17]。

### 行事と料理

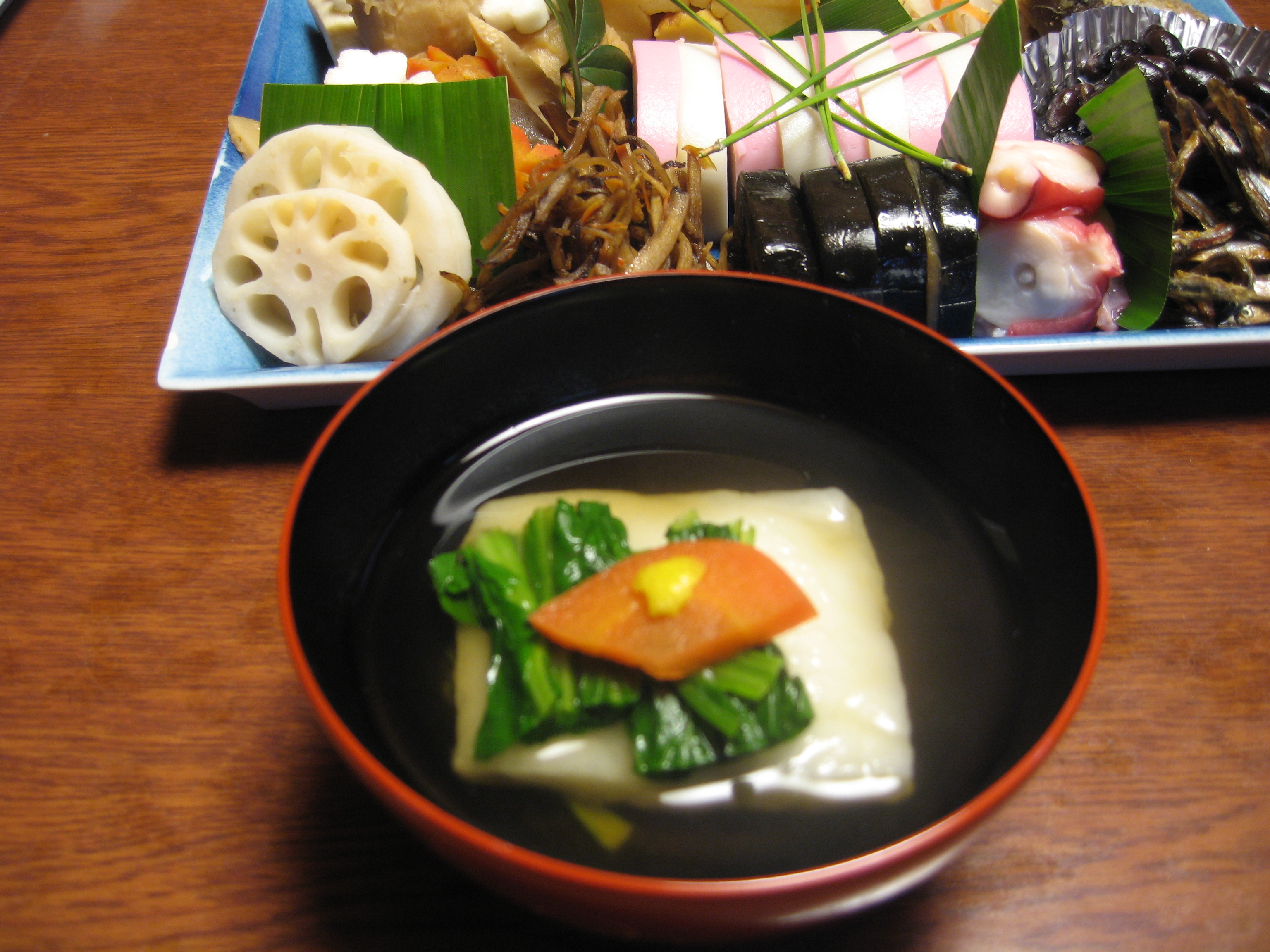
正月に食べる雑煮と御節料理

年中行事や冠婚葬祭など行事と結びついた日本料理も多い。餅や赤飯、団子や寿司など、季節や地域によらず広く共通するものもある。また色や姿形からタイやエビなどもよく用いられる。
日常生活の汁物や惣菜においては、豆腐や麩、コンニャクやワカメなど広く共通して用いられる。春のフキ味噌やニシン、夏の麦飯やはったい粉、秋の芋茎や干柿、冬の煮こごりや凍豆腐、新年の鏡餅や初竈、餅花など、料理の季語もある。

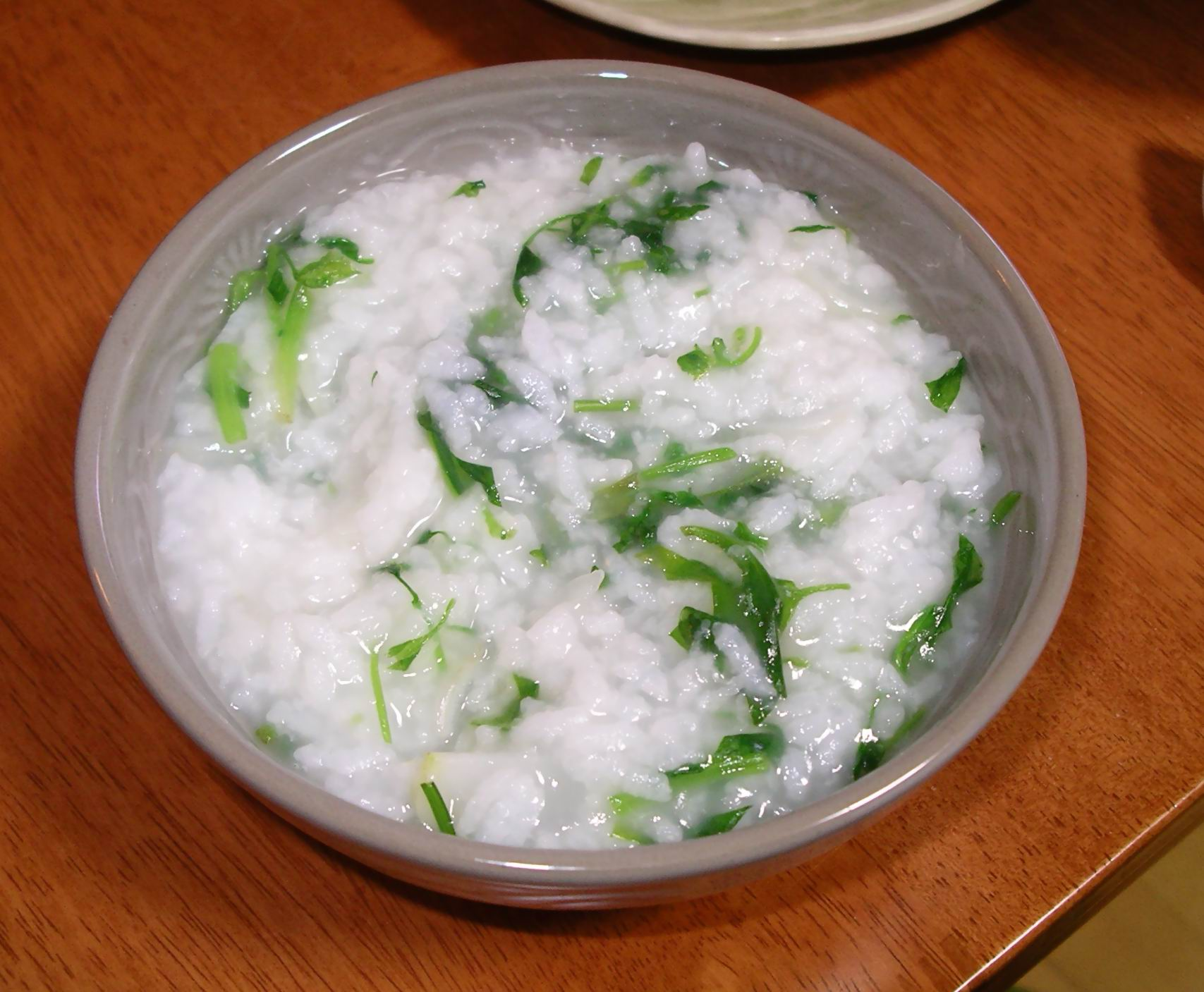
七草粥

かて飯やかてものなどの救荒食物がある。
- 1月 - 御節料理、雑煮、七草粥、小豆粥[2]
- 2月 - 炒り大豆、イワシ[17]
- 3月 - 草餅、ぼたもち[2][17]
- 4月 - 団子、甘茶[2]
- 5月 - ちまき、柏餅[2]
- 6月 - 豆ごはん、味噌田楽、カツオ、アユ[16][39]
- 7月 - 素麺[17]
- 8月 - すいとん[80]
- 9月 - 団子、サトイモ、菊酒[2]
- 10月 - 団子、クリ、豆[2]
- 11月 - 千歳飴、サツマイモ[2]
- 12月 - カボチャ、年越しそば[17]

### 郷土料理
郷土料理は日本の地方で古くから食べられてきた料理である。アイヌ料理や沖縄料理や奄美料理、くさやや島寿司、皿鉢料理などもある。
特定の地域で太平洋戦争後に新たに食べられるようになったり、21世紀にかけて地域おこしを目的に開発されたりしたご当地グルメもある。

### 様々な一品料理
- 穀物料理
  - 飯、赤飯、おこわ、玄米、麦飯、おにぎり

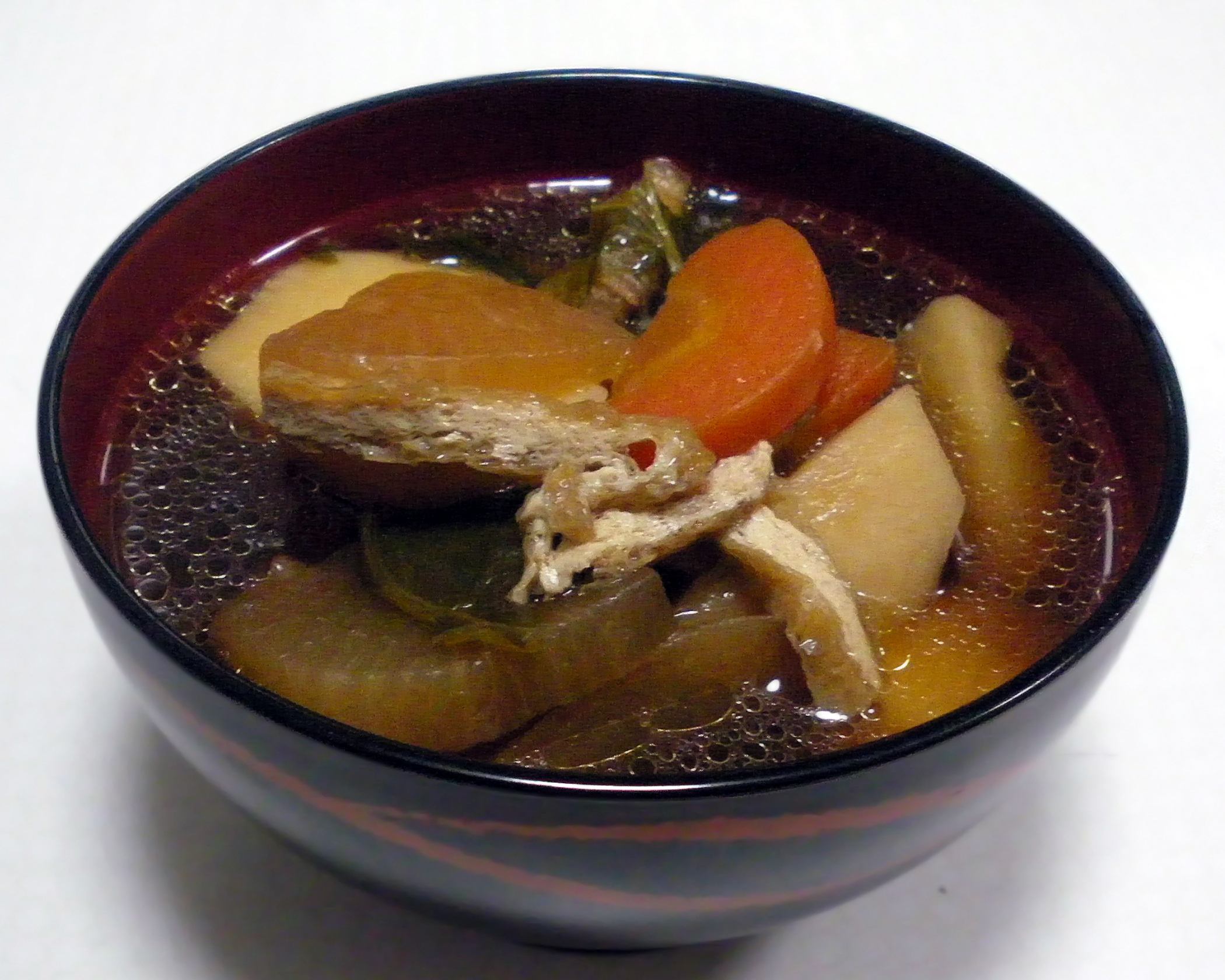
けんちん汁

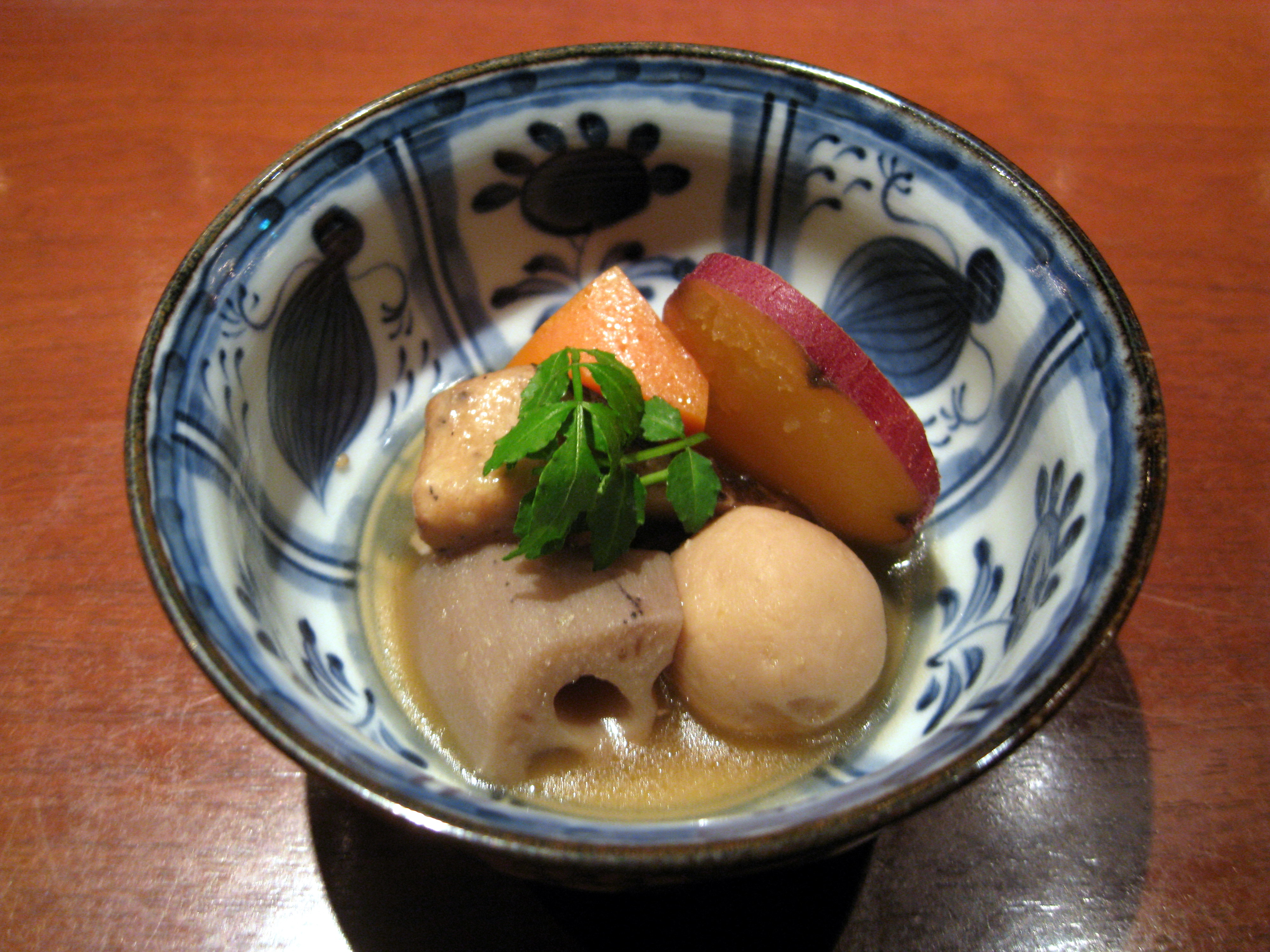
芋の炊き合せ

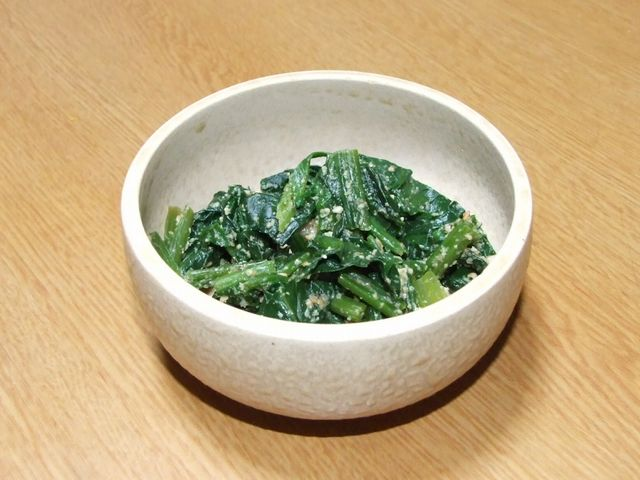
ホウレンソウのゴマ和え

  - 寿司 - にぎり寿司（江戸前寿司・生寿司）、巻寿司、ちらし寿司、稲荷寿司 、押し寿司、なれずし、酢飯
  - 粥、雑炊、おじや、茶漬け
  - 炊き込みご飯、栗飯、深川飯、鯛飯、五目飯、松茸飯、山菜飯、芋飯、混ぜご飯
  - 丼物（どんぶり） - 鰻丼、天丼、牛丼、親子丼、海鮮丼、木の葉丼、しらす丼
  - 麦とろ、冷汁、卵かけご飯
  - 餅、団子、煎餅
  - 麺類: - うどん、蕎麦（そば）、素麺（そうめん）、冷麦（ひやむぎ）
- 汁物: - 味噌汁、粕汁、けんちん汁、潮汁、擂り流し、呉汁
- 吸物、雑煮、すいとん
- 刺身: - たたき、づけ、ルイベ、馬刺し、鶏刺し
- 漬物: - 沢庵漬け、梅干し、柴漬、味噌漬け、粕漬け、糠漬け
- 鍋料理 - おでん、寄せ鍋、ちり鍋
- 揚げ物: - 天ぷら、掻き揚げ、から揚げ、薩摩揚げ、油揚げ、がんもどき
- 焼き物 - 焼き魚、照り焼き、焼き鳥、蒲焼、塩焼き、幽庵焼き、八幡焼き、味噌田楽、奉書焼き・ホイル焼き、塩釜、卵焼き（だし巻き卵、薄焼き卵）
- 煮物 - 煮魚、煮しめ、甘露煮、佃煮、大和煮、風呂吹き、炊き合せ、若竹煮、昆布巻き、煮びたし
- 炒め物 - 金平、チャンプルー
- 蒸し物 - 茶碗蒸し、玉子豆腐、飯蒸し
- 練り物 - 魚肉練り製品、蒲鉾、竹輪、はんぺん、つくね
- 和え物・おひたし - 膾（なます）、酢みそ和え（ぬた）、ワサビ和え、カラシ和え、胡麻和え、梅和え、白和え

### 近現代における日本の料理

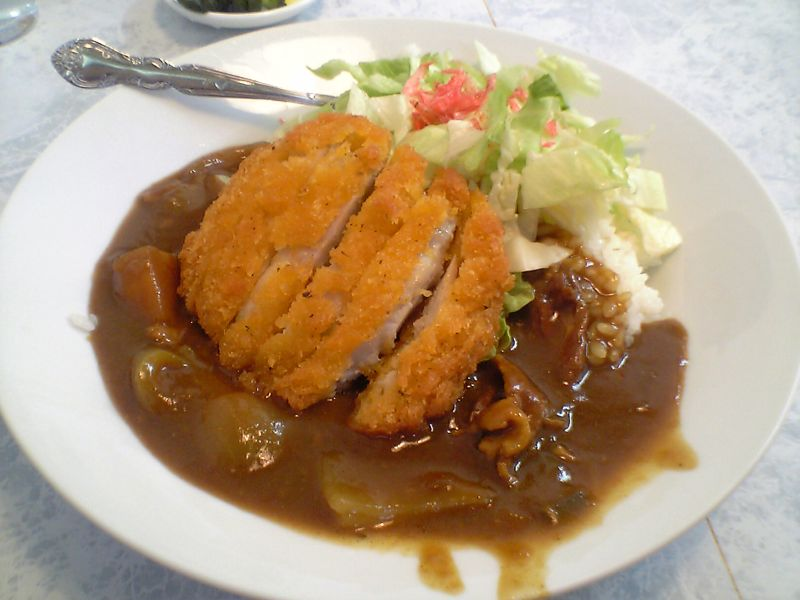
トンカツを乗せたカレーライス

鎖国政策を取りやめ各国と交流や交易が増加した、明治時代以降の日本の料理。
外国料理をもとに日本独自の和洋折衷料理が多数生まれているが、これらを日本料理とするか否かについては専門家により意見が異なり、定義の曖昧さが指摘されている。
- 食肉
  - すき焼き、しゃぶしゃぶ、もつ鍋、牛丼、カツ丼、豚汁、肉じゃが、生姜焼き
- 鉄板焼き
  - もんじゃ焼き、お好み焼き、たこ焼き、焼肉
- 洋食
  - カレーライス、ハヤシライス、オムライス
  - フライ料理 - トンカツ、コロッケ、カキフライ、エビフライ、メンチカツなど。
  - スパゲッティ - ナポリタン、和風スパゲッティ （たらこスパゲッティ、納豆スパゲッティなど）
  - クリームシチュー
  - ドリア
  - ピラフ
- ハンバーガー
  - ライスバーガー、テリヤキバーガー
- 菓子パンや総菜パン：あんぱん、クリームパン、コロネ、メロンパン、カレーパン、焼きそばパン、カツサンド
- 洋菓子：ショートケーキ、カステラ、生チョコレート、スフレチーズケーキ、ミル・クレープ、プリンアラモード、ダックワーズ
- 中華料理：ラーメン、冷やし中華、ちゃんぽん、皿うどん、餃子、天津飯、焼きそば
- その他：タコライス、ほかB級と呼ばれるもの多数がある。

### 日本以外で発展した日本料理

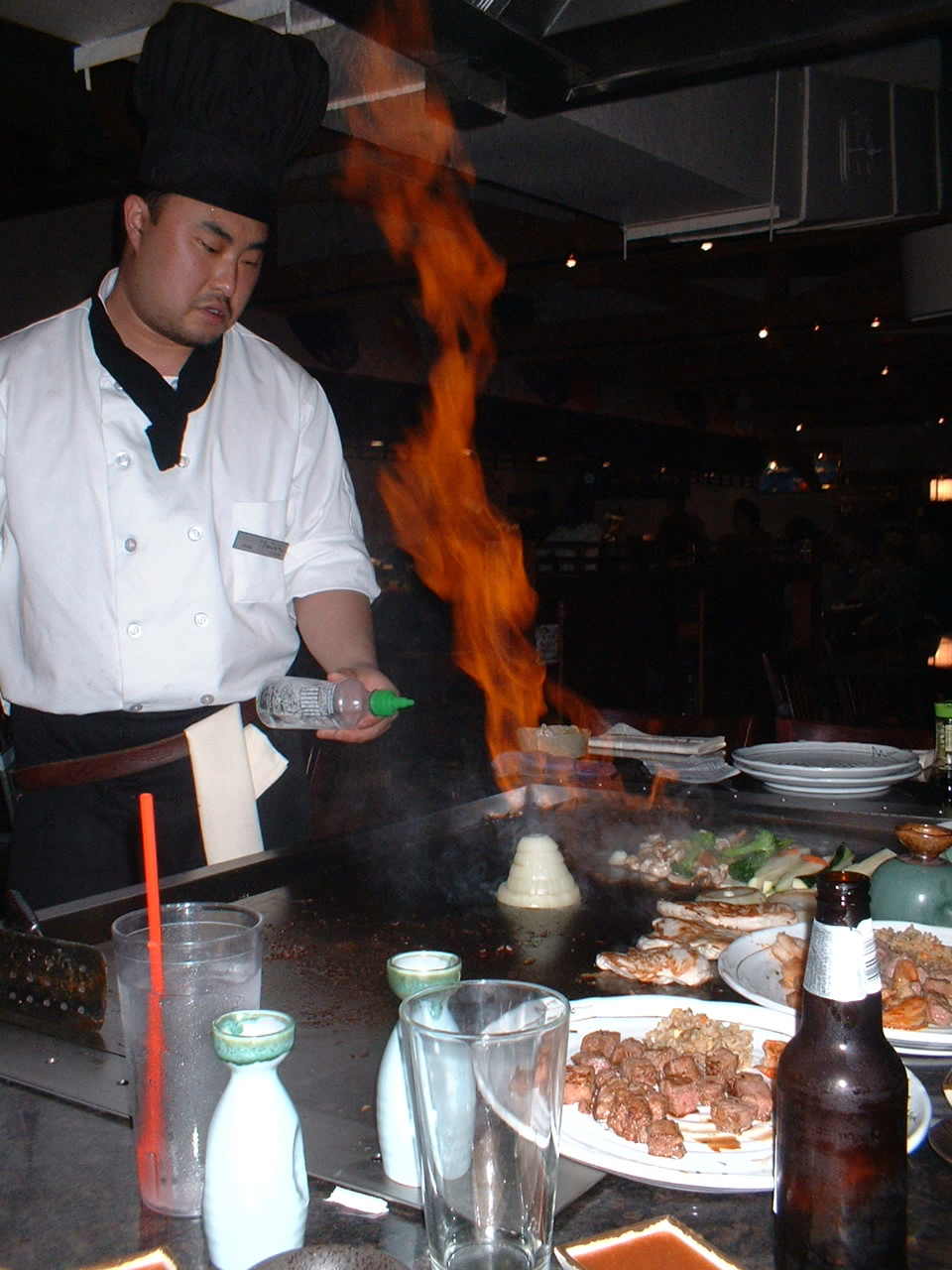
Hibachiでの玉ねぎ火山

- 寿司 - カリフォルニアロール、スパイダーロール、スパイシーツナロールなど、果物や日本では使わない食品、調理法で構成された新しい寿司。酢飯が使われない例も多い。
- 照り焼き - 多くの場合、焼き方の一種のことではなく、醤油味を基本とした「テリヤキソースを使った付け焼きグリル料理」のことをテリヤキと称する。
- 魚肉練り製品 - Surimi（すり身）の名称で、カニカマを中心にして欧米の消費量が急上昇している。
- 鉄板焼き - 「焼きごて捌き」や「玉ねぎ火山」といった調理人の演出要素がふんだんに盛り込まれた鉄板焼き。
- 味噌汁 - チーズやカリフラワー、レモンの輪切りといった日本ではあまり使用されない食品で構成された新しい味噌汁が生まれている。

### 日本の飲物
- 酒−日本酒、焼酎、泡盛、梅酒、甘酒、トノト、味醂、本直し、白酒
- 茶−日本茶、緑茶、煎茶、玉露、玄米茶、かぶせ茶、番茶、ほうじ茶、抹茶、麦茶、甘茶

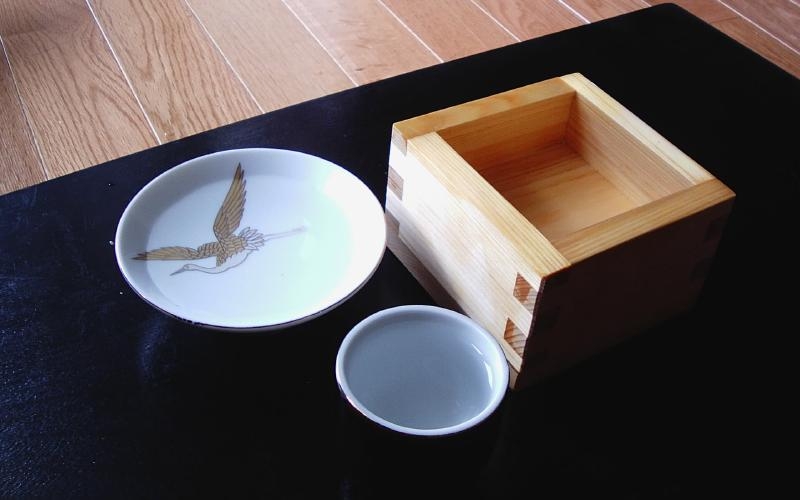
日本酒
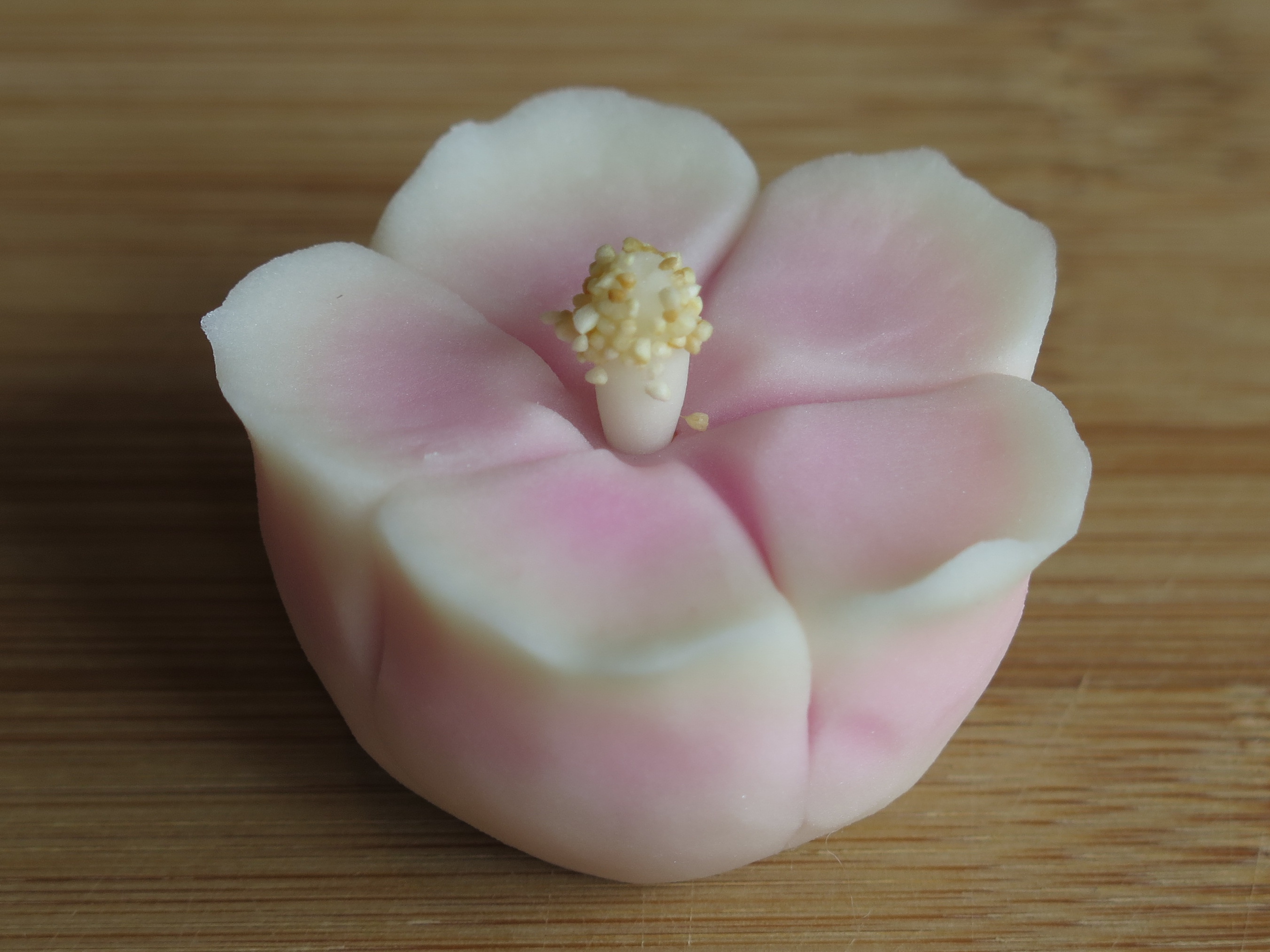
和菓子
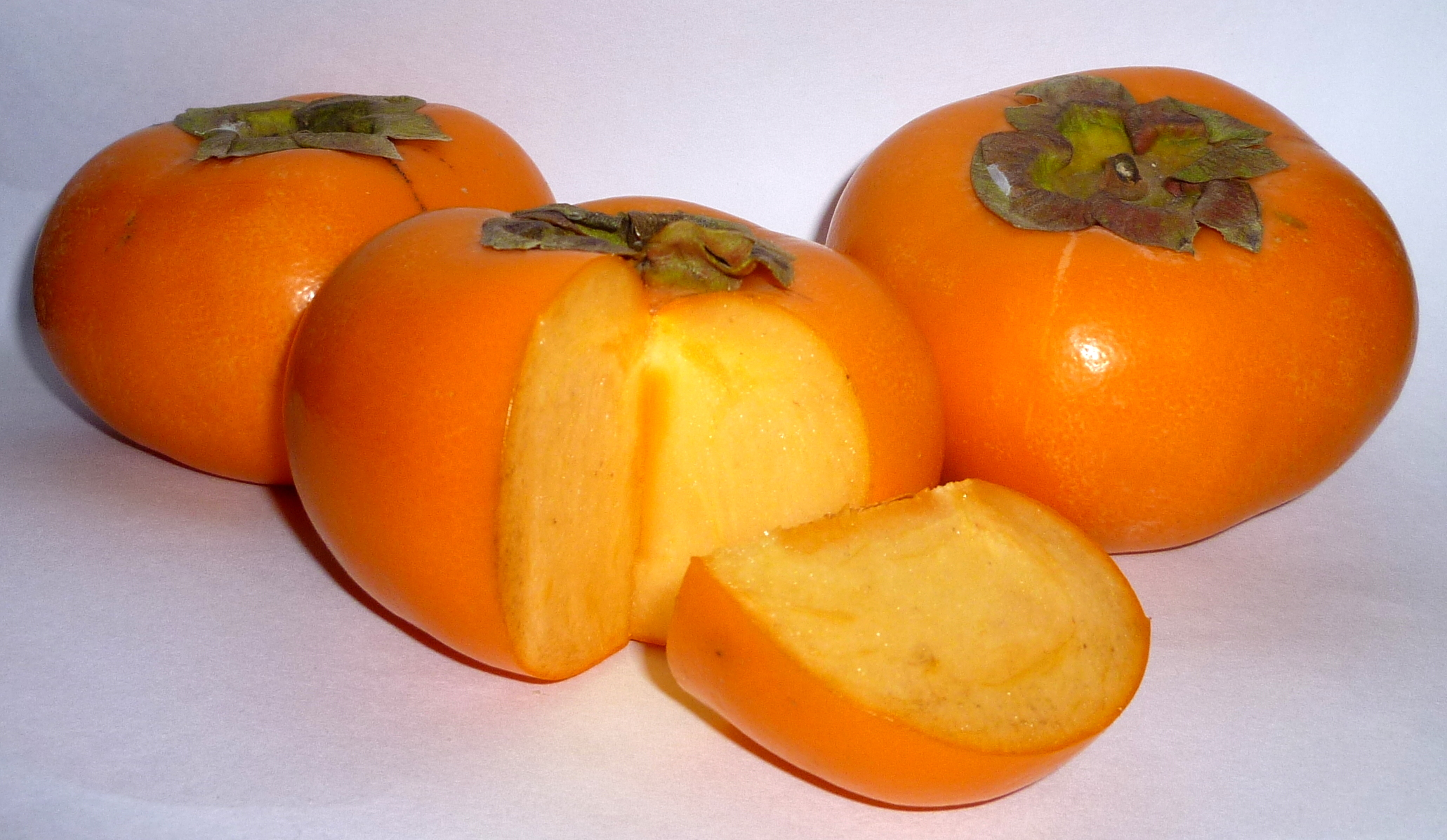
水菓子の柿
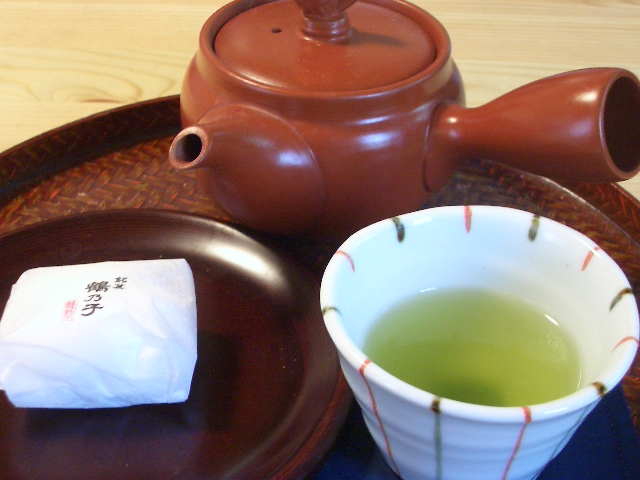
日本茶

- その他−葛湯、桜湯、生姜湯、豆乳、白湯、水  - 日本酒
  - 和菓子
  - 水菓子の柿
  - 日本茶

## 海外からの評価や国際的普及
かつては生魚やゴボウの根など世界的には少数派の食材を使用するため、直江津捕虜収容所事件のような誤解も発生していた。現代では日本食の普及にともない解消されつつある。
2007年に発刊された高級レストランガイド『ミシュラン』の東京版では、150軒の掲載店舗のうち、約6割が日本料理店であり、日本料理店も含めて、掲載されたすべての店舗に1つ以上の星がついた（ミシュランの掲載店舗の中には星がつかない店もあり、全ての店舗に星がついたのは、ミシュランでは初めてのことである）。また、150軒の掲載店舗に合計190以上の星がつき、それ自体も過去最高であった。
2011年、日本はフランスを抜いて、ミシュランの3つ星レストランが最も多い国になった。
2017年に来日した、当時FAO事務局長だったジョゼ・グラジアノ・ダ・シルバは、日本は先進国の中でも肥満率は4％と低く、日本の伝統的な食事である和食は、健康の改善と長寿に貢献しているとし。「Japan is a global model for healthy diets（日本は健康的な食事と栄養の世界的なモデルである）」と述べている。
一方、英語学者の視点から論ぜられた文化論においては「日本人の多くがスシやサシミを好みますが、生の魚をそのままぺろぺろと食べて、うまいうまいといっている民族の方が、この地球上で絶対少数派であるという自覚はしっかりもつべきでしょう」「我々日本人だけが、世界60億人の味覚の優劣を測るモノサシを一手に独占していると考えることほど、恐ろしい思い上がりはありません」という意見もある。実際、中学・高校時代をアメリカで過ごしていた実業家の松田公太は、刺身を食べていることを指して現地民から野蛮人扱いされた(当時アメリカは寿司ブーム到来前であったため、無理からぬことであった)というエピソードを明かしている。
2022年、非常に厳密な学術誌『Nutrients』のメタ分析によれば、日本食は当然ながら世界から見て健康的である。

### 正食という日本料理
食事を通じて健康などに働きかけるマクロビオティック（正食）を通じて紹介された日本料理や調味料が多く、ヨーロッパやアメリカの一部で正食が評価された地域では、日本では一般に使われていない特殊な調理法や食品が使われている場合がある（味噌はパンに塗って食べる場合もある）。企業の大量生産品も一般的であるが、醤油、味噌、豆腐などは古来の製法で作られることも多く、日本で市販されるものとは風味や栄養価が異なる場合もある。アメリカではたまりも流通している。

### 海外の日本食レストラン数
農林水産省と外務省の調査・集計によると、海外にある日本食を提供するレストランの総数は約11万8,000店（2017年10月時点）である。2013年1月時点調査に比べ2倍以上である。和食だけでなく、ラーメン店や日本風カレー店なども含む。2019年には約15万6,000店とさらに増えた。現地の企業などが運営する（本来の日本食と異なる）「なんちゃって日本食」と評しうる店が多いが、一方で日本滞在経験で日本食のよさを知った外国人向けに本物・高級志向の日本食店も増えている。

### 日本食レストラン推奨制度
2007年に、正統的な日本料理店に認証を与える「日本食レストラン推奨制度」を日本貿易振興機構（JETRO）がフランスで始められた。制度の目的として、道標の提供と日本食文化の認知度向上・普及・浸透、正統的日本料理レストランにチャレンジする機会の提供、日本の食品などジャパン・ブランド輸出促進を挙げている。制度の対象は、日本で一般に「和食」のカテゴリーに入る食事がメニューのほぼすべてを占めるレストランで、その料理は懐石、寿司、天ぷら、うなぎ、焼き鳥、そば、うどん、丼物、その他伝統の日本食（フランスで創作されたそれに準拠するものも含む）としている。

### 競技
- 日本料理コンペティション[95]
- 和食ワールドチャレンジ - 日本人以外の調理師による日本料理コンテスト[96]。

### トラブル
魚肉偽装問題
日本と同様にティラピア（イズミダイ）が鯛として提供されることも含め、国際的非営利活動組織海洋保護団体Oceanaの調査によって、アメリカ合衆国では74%の寿司屋でメニューとは異なる魚(偽物)を提供していたことが判明している。
これに関連して、アメリカ合衆国カリフォルニア州で韓国人が経営する日本食レストラン約50カ所以上へ、弁護士事務室から「メニューに載っている魚「White Tuna=白マグロ(ビンナガが一般的)」が提供された魚「Escolar=アブラソコムツ」と異なる」との手紙が送られ、集団訴訟へ発展する可能性がある。ちなみにアブラソコムツはスズキ目ではあるがサバ科のマグロとは異なり、サバ亜目クロタチカマス科の魚である。多量に摂食すると人体へ害があると報告されているため、日本では販売が禁止されている。しかし韓国ではアブラソコムツを白マグロと称し食用されていることから、本問題が発生した。
2015年2月段階では訴訟対象の店舗はカリフォルニア州南部のみだったが、3月にはロサンゼルスの日本料理店(いずれも韓国人が経営)100店舗以上にも訴訟の手紙が届き、4月にはカリフォルニア州北部にも訴訟対象店舗が広がった。またサンフランシスコの店舗にも同様の手紙が届いている。